# Liste der Biografien/Pos
Liste der Biografien |
Portal Biografien |
Personensuche
# |
A |
B |
C |
D |
E |
F |
G |
H |
I |
J |
K |
L |
M |
N |
O |
P |
Q |
R |
S |
T |
U |
V |
W |
X |
Y |
Z |
?
 
Pa |
Pc |
Pe |
Pf |
Ph |
Pi |
Pj |
Pk |
Pl |
Pm |
Pn |
Po |
Pr |
Ps |
Pt |
Pu |
Pv |
Pw |
Py
 
Poa |
Pob |
Poc |
Pod |
Poe |
Pof |
Pog |
Poh |
Poi |
Poj |
Pok |
Pol |
Pom |
Pon |
Poo |
Pop |
Por |
Pos |
Pot |
Pou |
Pov |
Pow |
Pox |
Poy |
Poz
Die Liste der Biografien führt alle Personen auf, die in der deutschsprachigen Wikipedia einen Artikel haben. Dieses ist eine Teilliste mit 681 Einträgen von Personen, deren Namen mit den Buchstaben „Pos“ beginnt.

## Pos
- Pos, Alette (* 1962), niederländische Hockeyspielerin

### Posa
- Pósa, Lajos (* 1947), ungarischer Mathematiker
- Posa, Oskar C. (1873–1951), österreichischer Komponist und Kapellmeister
- Posád, Pavel (* 1953), tschechischer Geistlicher, Bischof von Leitmeritz
- Posada Amador, Carlos (1908–1993), kolumbianischer Komponist und Hochschullehrer
- Posada Carriles, Luis (1928–2018), exilkubanischer Castro-Gegner und mutmaßlicher Terrorist
- Posada Herrera, José de (1814–1885), Regierungspräsident von Spanien
- Posada Peláez, Gustavo (1917–1999), kolumbianischer römisch-katholischer Ordensgeistlicher, Bischof von Istmina-Tadó
- Posada, Jorge (* 1970), puerto-ricanischer Baseballspieler
- Posada, José Guadalupe (1854–1913), mexikanischer Kupferstecher und Karikaturist
- Posada-Charrúa, José (* 1940), uruguayisch-deutscher Musik- und Tanzpädagoge
- Posadas Ocampo, Juan Jesús (1926–1993), mexikanischer Geistlicher, Erzbischof von Guadalajara und Kardinal der römisch-katholischen KircheJuan Jesús Posadas Ocampo (1926–1993)

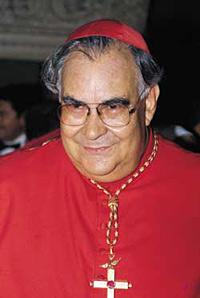
Juan Jesús Posadas Ocampo (1926–1993)

- Posadas, Carlos (1874–1918), argentinischer Tangokomponist, Geiger, Pianist und Gitarrist
- Posadas, Carmen (* 1953), spanisch-uruguayische Autorin
- Posadas, Juan (1912–1981), argentinischer Politiker und Ufologe
- Posadas, Manuel (1860–1916), argentinischer Geiger und Musikpädagoge
- Posadowsky, Christian Wilhelm Siegmund von (1725–1791), preußischer Generalleutnant, Chef des Dragonerregiments Nr. 6
- Posadowsky, Karl Friedrich von (1695–1747), preußischer Generalleutnant, Chef der Ritterakademie in Liegnitz
- Posadowsky-Wehner, Arthur von (1845–1932), deutscher Politiker (DNVP), MdRArthur von Posadowsky-Wehner (1845–1932)

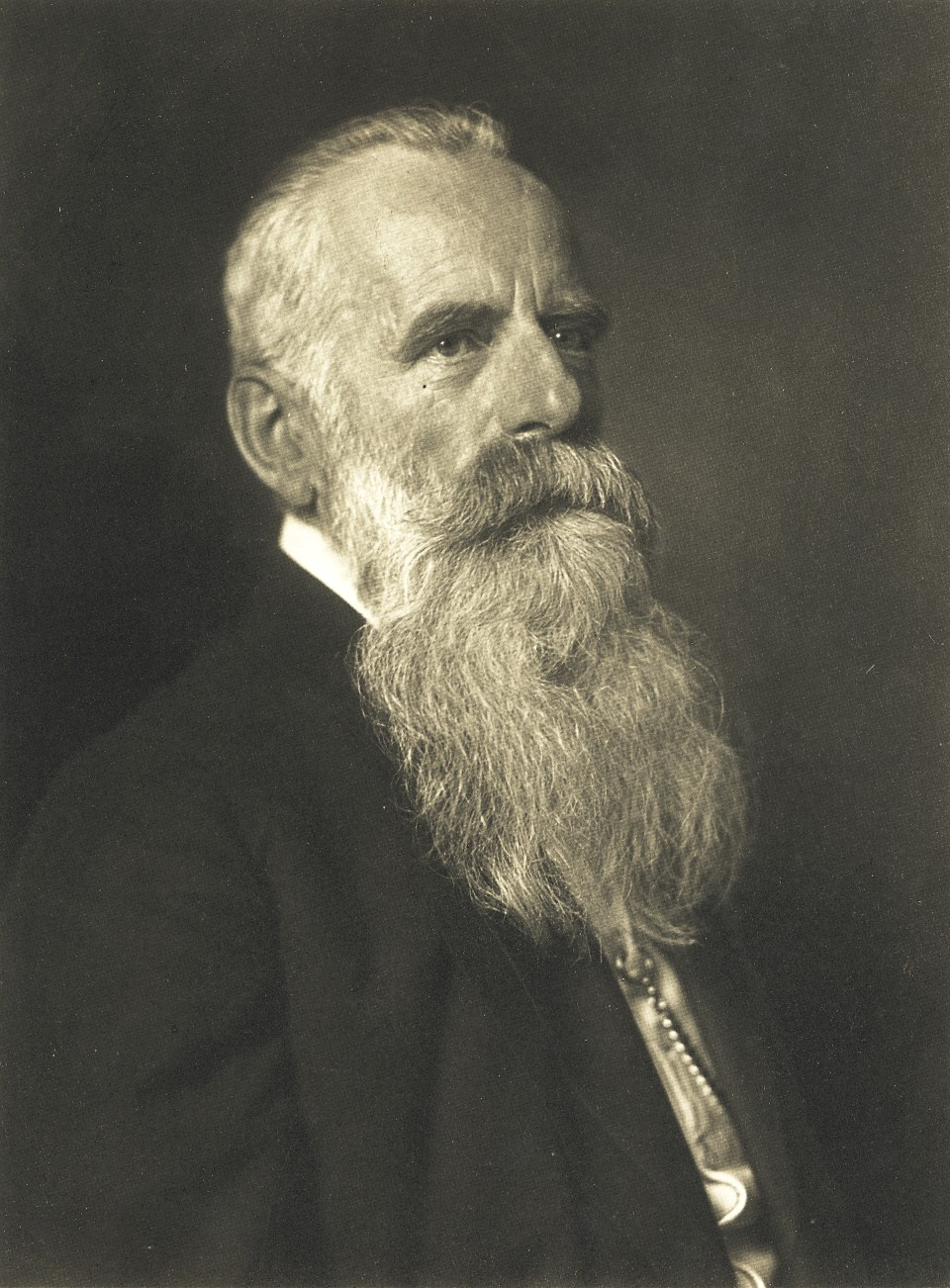
Arthur von Posadowsky-Wehner (1845–1932)

- Posadowsky-Wehner, Edwin von (1834–1919), deutscher Jurist und Landrat
- Posadowsky-Wehner, Harald Graf von (1910–1990), deutscher Diplomat
- Posadowsky-Wehner, Harry von (1869–1923), deutscher Marineoffizier, zuletzt Konteradmiral sowie Marineattaché
- Posamentir, Richard (* 1967), österreichischer Klassischer Archäologe
- Posar, Pompeo (1921–2004), Fotograf
- Posavec, Josip (* 1996), kroatischer Fußballspieler
- Posavec, Paula (* 1996), kroatische Handballspielerin
- Posavec, Srebrenko (* 1980), kroatischer Fußballspieler
- Posavec, Stela (* 1996), kroatische Handballspielerin

### Posc
- Posca, Edith (1885–1931), deutsche Schauspielerin
- Posca, Jean-Pierre (1952–2010), französischer Fußballspieler und -trainer
- Posch, Adolf (1904–1994), österreichischer, nationalsozialistischer Politiker und Lehrer
- Posch, Albert (* 1978), österreichischer Jurist
- Posch, Alexander (1890–1950), deutscher Künstler
- Posch, Alexander (* 1968), deutscher Autor und Literaturveranstalter
- Posch, Alois (1843–1904), österreichischer Politiker
- Posch, Alois (* 1959), österreichischer Kontrabassist und Hochschullehrer
- Posch, Andreas (1888–1971), österreichischer Universitätsprofessor, Historiker, Theologe und Priester
- Posch, Anna (* 1992), österreichische Schauspielerin
- Posch, Benedikt (1922–2001), österreichischer Journalist und Verleger
- Posch, Christian (1925–2022), österreichischer Politiker (ÖVP), Landtagsabgeordneter
- Posch, Christopher (* 1976), deutscher Jurist, Strafverteidiger, Autor und Fernsehdarsteller
- Posch, Dieter (* 1944), deutscher Politiker (FDP), MdLDieter Posch (* 1944)

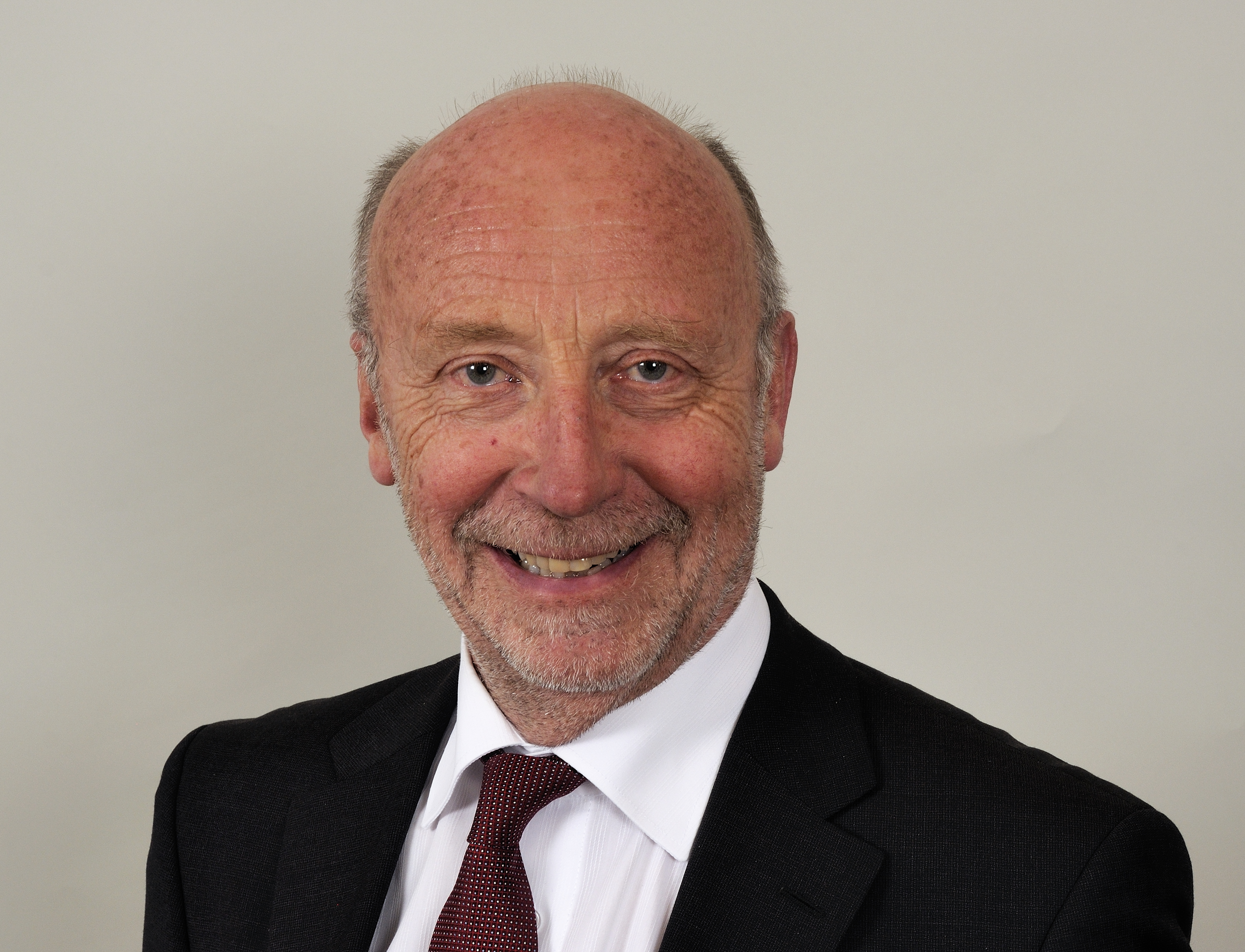
Dieter Posch (* 1944)

- Posch, Dieter (* 1960), österreichischer Politiker (SPÖ), Landtagsabgeordneter
- Posch, Ernst (* 1955), österreichischer Maler
- Posch, Eva-Maria (* 1961), österreichische Politikerin (ÖVP), Landtagsabgeordnete in Tirol
- Posch, Fabian (* 1988), österreichischer Handballspieler
- Posch, Frank (* 1973), deutscher Fußballspieler
- Posch, Franz (* 1953), österreichischer Volksmusiker
- Posch, Friedrich (1840–1916), österreichischer Politiker
- Posch, Fritz (1911–1995), österreichischer Historiker
- Posch, Guillaume de (* 1958), belgischer Medienmanager
- Posch, Harald (* 1963), österreichischer Film- und Theaterschauspieler, Regisseur und Theaterleiter
- Posch, Isaak († 1623), österreichischer Komponist und Organist
- Posch, Isabel (* 2000), österreichische Siebenkämpferin
- Posch, Jenny (* 1988), österreichische Fernseh- und RadiomoderatorinJenny Posch (* 1988)

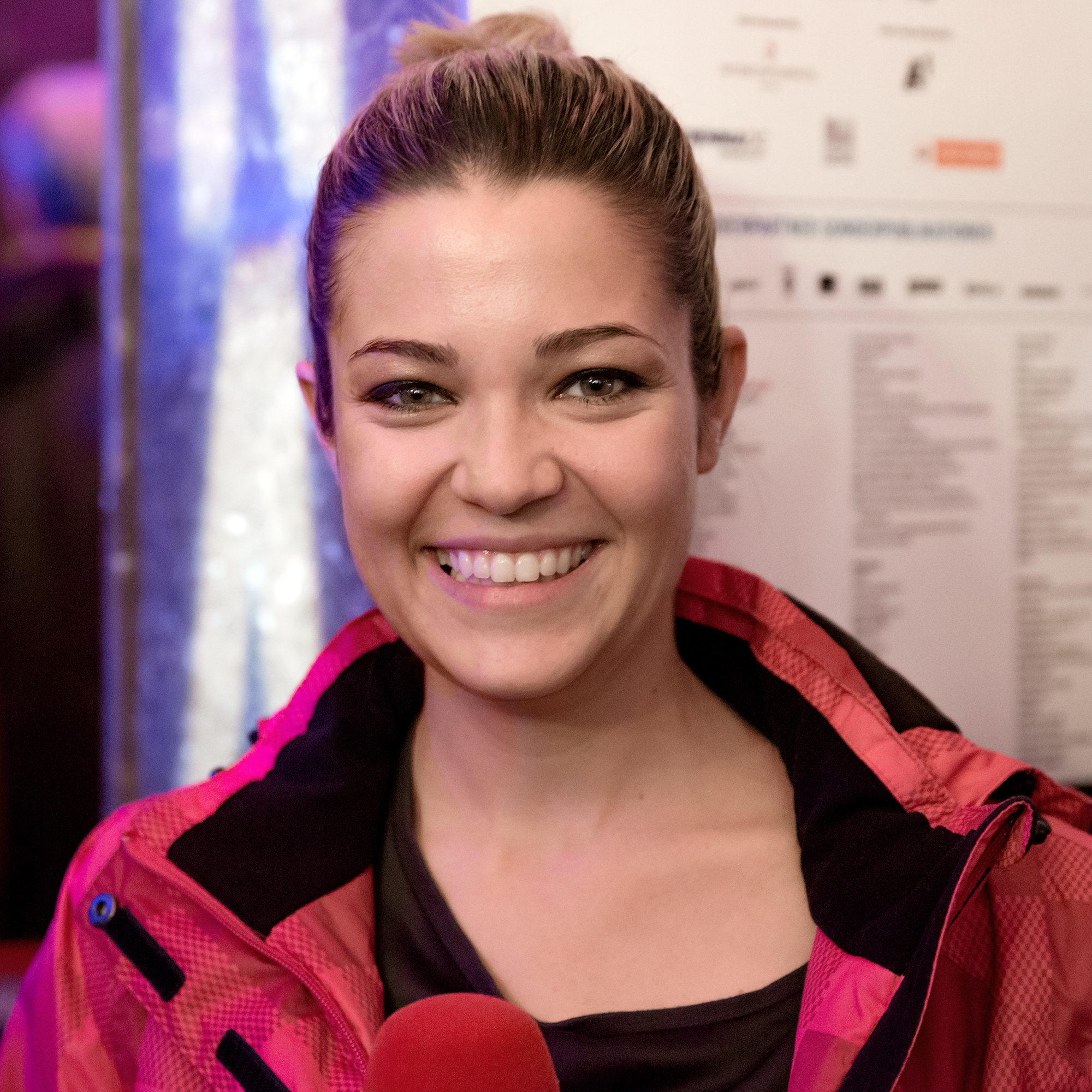
Jenny Posch (* 1988)

- Posch, Johann Adam von (1722–1803), österreichischer Jurist und Verwaltungsbeamter
- Posch, Josef (* 1934), österreichischer Politiker (SPÖ), Landtagsabgeordneter im Burgenland, Mitglied des Bundesrates
- Posch, Karin (* 1961), österreichische Judoka
- Posch, Karl (1897–1970), österreichischer Verwaltungsjurist und Landesrat
- Posch, Krista (* 1948), italienische Schauspielerin
- Posch, Kristin (* 1997), österreichische Grasskiläuferin
- Posch, Lars (* 1999), Schweizer Tischtennisspieler
- Posch, Leonhard (1750–1831), österreichischer Wachsbossierer, Medailleur und Bildhauer
- Posch, Manfred (1943–2016), österreichischer Journalist, Schriftsteller, Bergschriftsteller, Alpinist und Astronom
- Posch, Mario (* 1967), österreichischer Fußballspieler und Trainer
- Posch, Marion (* 1972), italienische Snowboarderin
- Posch, Martina († 1986), österreichische Frau, Mordopfer
- Posch, Mathias (* 1999), österreichischer Sportkletterer
- Posch, Paul (1926–2000), österreichischer Politiker (SPÖ), Abgeordneter zum Nationalrat
- Posch, Pepi (1914–1991), italienischer Politiker (Südtirol) und Maler
- Posch, Peter (* 1938), österreichischer Pädagoge
- Posch, Peter N. (* 1978), deutscher Wirtschaftswissenschaftler
- Posch, Philipp (* 1994), österreichischer FußballspielerPhilipp Posch (* 1994)

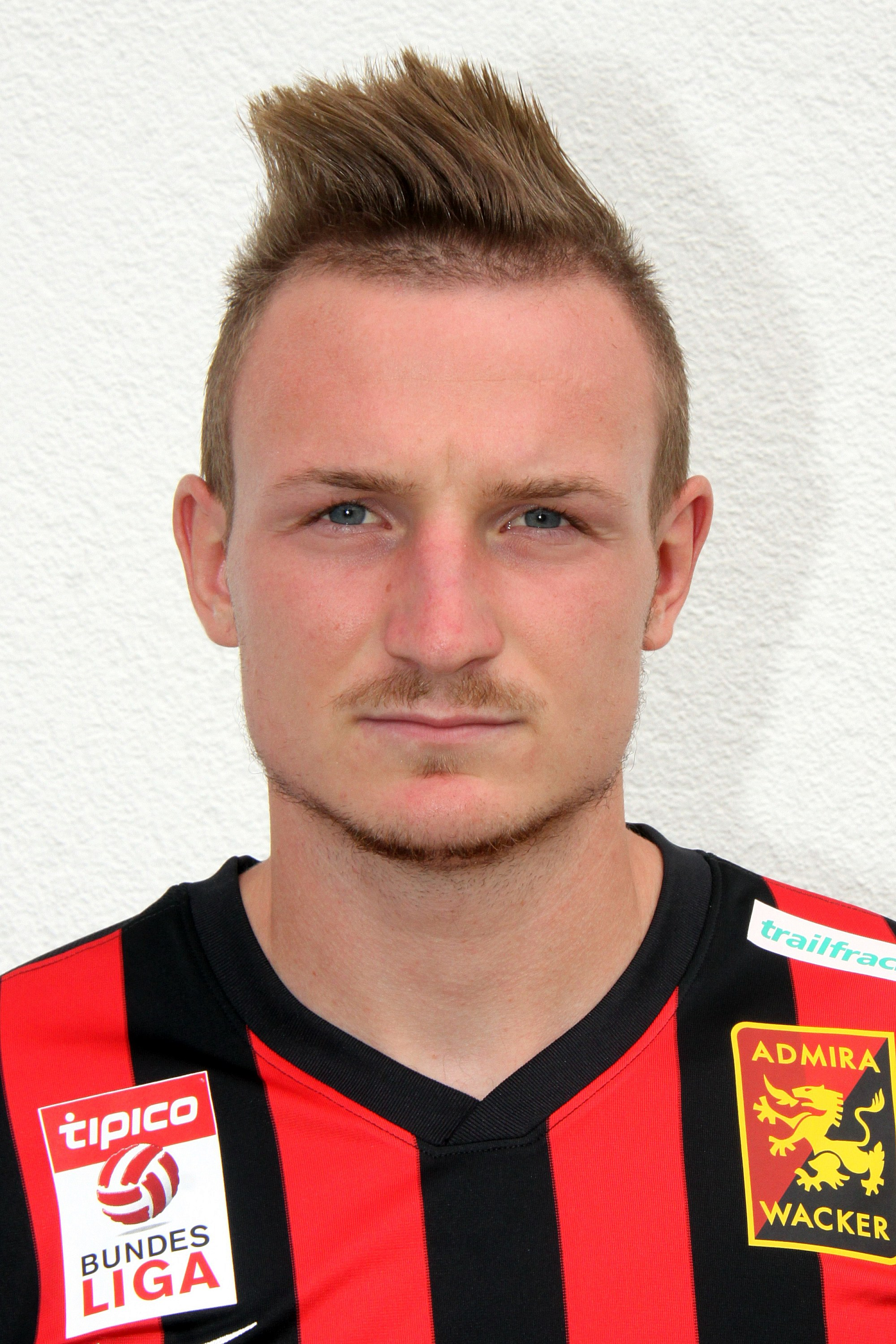
Philipp Posch (* 1994)

- Posch, Reinhard (* 1951), österreichischer Informatiker
- Posch, Rudolf (1887–1948), Südtiroler Priester und Journalist
- Posch, Rudolf (1894–1934), österreichischer Politiker (SDAP), Landtagsabgeordneter
- Posch, Sascha (* 1976), deutscher Schauspieler und Synchronsprecher
- Posch, Sascha (* 1992), österreichischer Grasskiläufer
- Posch, Sebastian (1936–2023), österreichischer Altphilologe
- Posch, Stefan (* 1977), österreichischer Politiker (FRITZ) und Bundesrat
- Posch, Stefan (* 1997), österreichischer FußballspielerStefan Posch (* 1997)

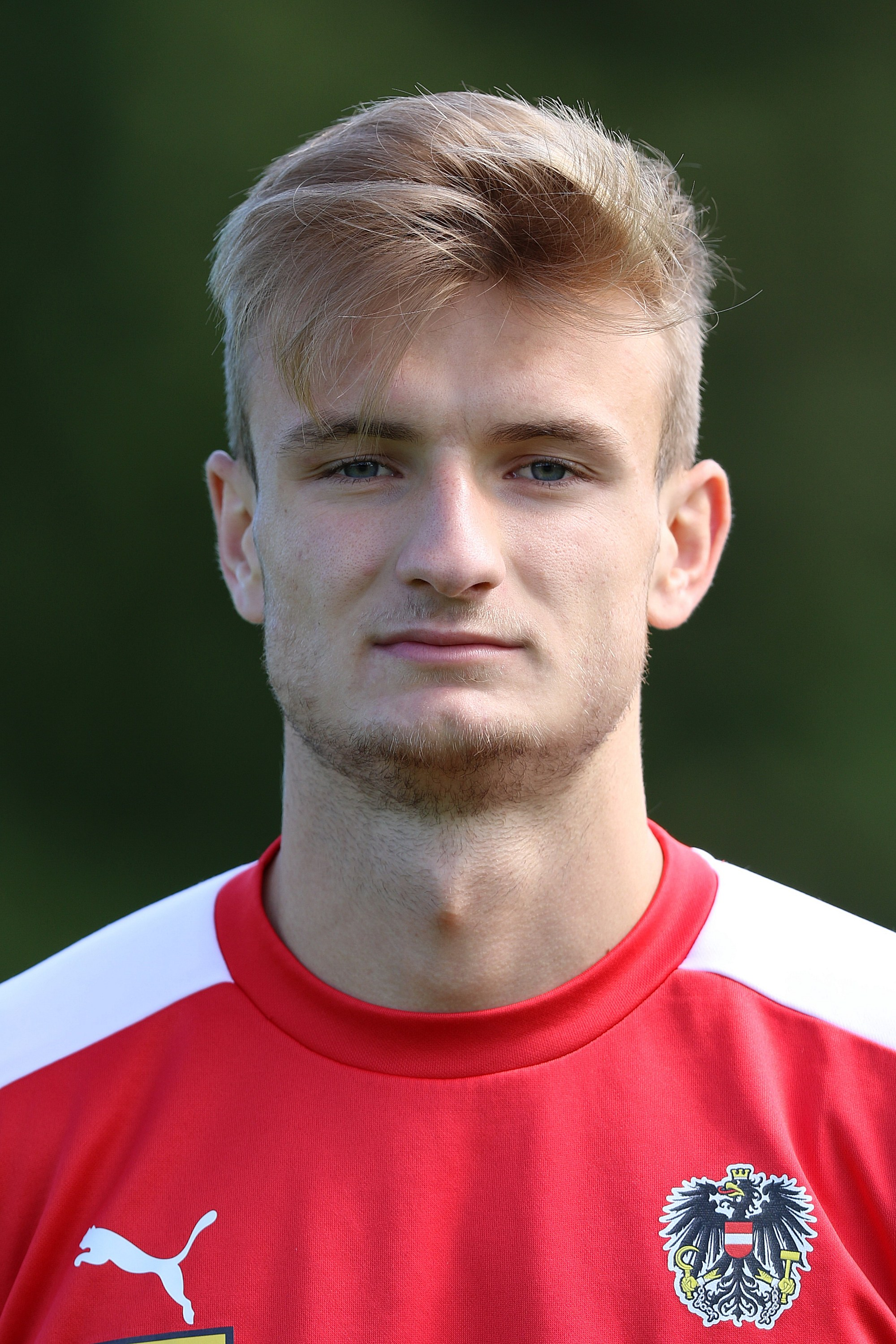
Stefan Posch (* 1997)

- Posch, Walter (* 1954), österreichischer Politiker (SPÖ), Abgeordneter zum Nationalrat, MdEP
- Posch, Walter (* 1966), österreichischer Iranist und Islamwissenschaftler
- Posch, Werner (* 1959), österreichischer Politiker (SPÖ), Landtagsabgeordneter
- Posch, Wilfried (* 1940), österreichischer Architekt
- Posch, Willibald (1946–2025), österreichischer Rechtswissenschaftler
- Posch-Gruska, Inge (* 1962), österreichische Politikerin (SPÖ), Landtagsabgeordnete, Mitglied des Bundesrates
- Poschacher, Anton (1812–1873), österreichischer Industrieller
- Poschacher, Anton (1841–1904), österreichischer Steinmetz, Architekt, Industrieller
- Poschacher, Anton (1889–1967), österreichischer Steinmetz, Industrieller
- Poschacher, Maria Louise (1886–1965), österreichische akademische Bildhauerin und Architektin
- Poschardt, Dieter (1942–2023), deutscher Pädagoge
- Poschardt, Ulf (* 1967), deutscher Journalist und AutorUlf Poschardt (* 1967)

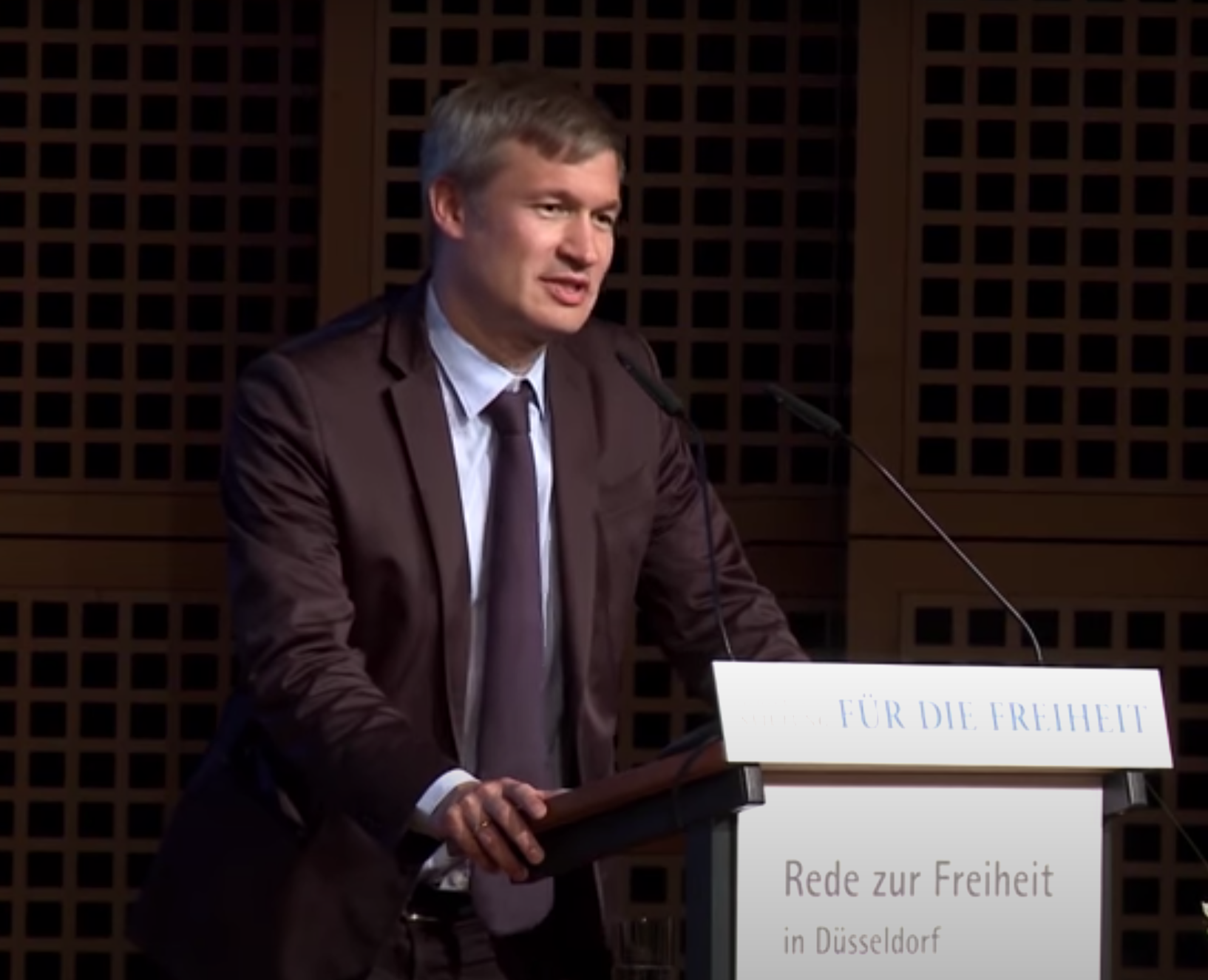
Ulf Poschardt (* 1967)

- Poscharski, Dmitri Michailowitsch (1578–1642), Prinz aus der russischen Dynastie der Rurikiden
- Poscharsky, Gotthelf Wilhelm (1818–1890), sächsischer Hofgärtner und Gartenarchitekt
- Poscharsky, Max Georg (1859–1899), deutscher Architekt
- Poscharsky, Peter (1932–2016), deutscher evangelischer Theologie, Kunsthistoriker und Christlicher Archäologe
- Pösche, Theodor (1825–1899), deutscher Autor, Statistiker und Geograph
- Posche, Ulrike (* 1957), deutsche Journalistin und Autorin
- Pöschel, Corinna (* 1992), deutsche Basketballspielerin
- Pöschel, Günther (* 1933), deutscher Offizier, Konteradmiral der Volksmarine
- Pöschel, Hermann (1919–2007), deutscher Funktionär, Abteilungsleiter des ZK der SED
- Pöschel, Johann (1711–1741), deutscher lutherischer Geistlicher und Kirchenlieddichter
- Pöschel, Jürgen (* 1956), deutscher Mathematiker
- Pöschel, Karl (1931–2006), deutscher Fußballspieler
- Poschenrieder, Christoph (* 1964), deutscher Journalist und SchriftstellerChristoph Poschenrieder (* 1964)

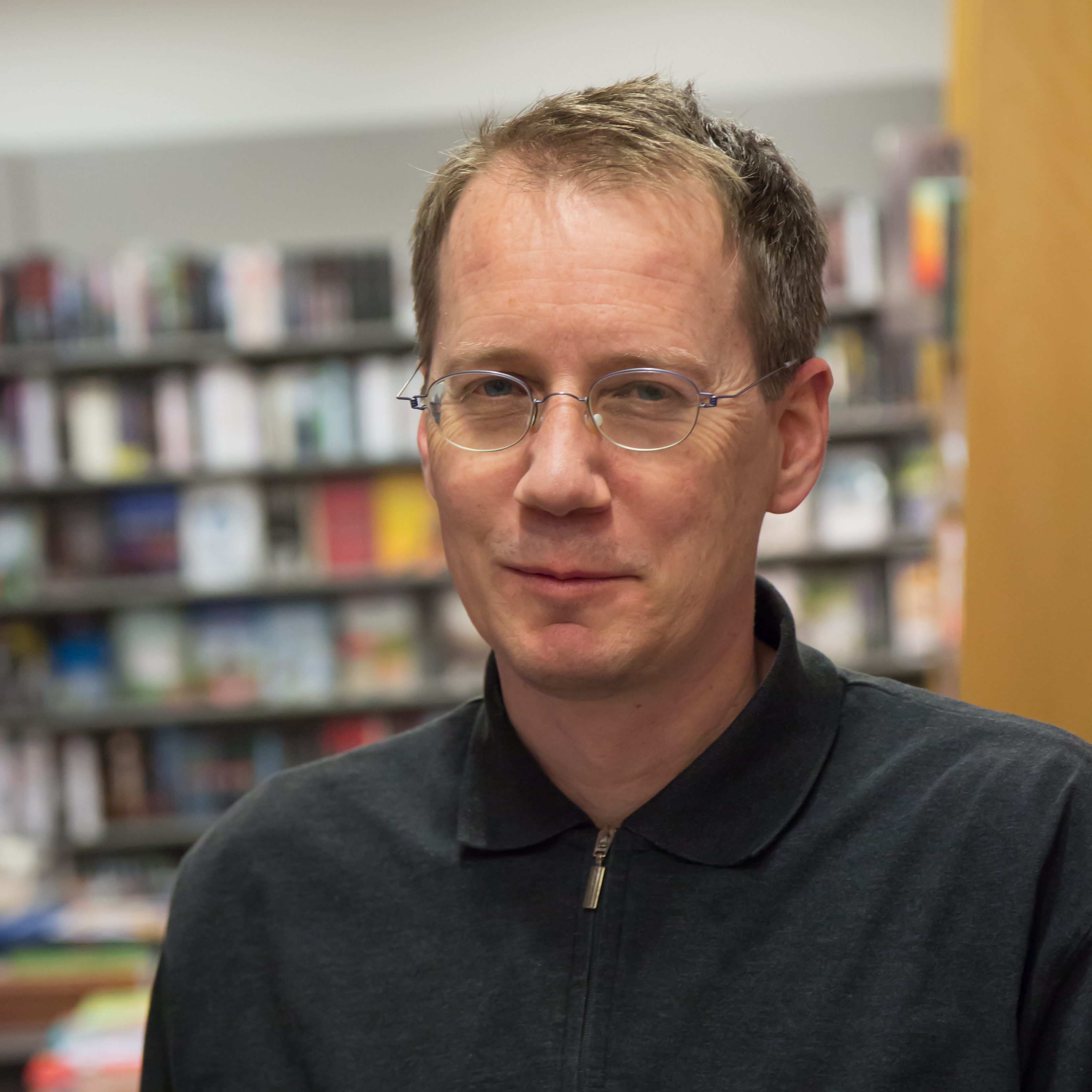
Christoph Poschenrieder (* 1964)

- Poschenrieder, Manfred (1938–2023), deutscher Motorrad-Bahnrennfahrer
- Poschepny, Frank (* 1962), deutscher Politiker (SPD), MdA
- Poscher, Ralf (* 1962), deutscher Rechtswissenschaftler
- Poschinger von Frauenau, Eduard (1869–1942), bayerischer Fabrikant und Reichsrat
- Poschinger von Frauenau, Hippolyt (1908–1990), deutscher Unternehmer, Forstwirt und Politiker (bayerischer Senatspräsident)
- Poschinger, Benedikt von (1785–1856), bayerischer Fabrikant und Landtagsabgeordneter
- Poschinger, Egon von (1894–1977), deutscher Unternehmer, Gutsbesitzer und Maler
- Poschinger, Georg Benedikt II. von (1845–1900), Gutsherr und Reichsrat
- Poschinger, Hans von (1892–1951), deutscher Fabrikbesitzer und Kunstmaler
- Poschinger, Heinrich von (1845–1911), deutscher Schriftsteller und Historiker
- Poschinger, Henriette von (1845–1903), deutsche Designerin
- Poschinger, Hermann (1886–1965), österreichischer Maler
- Poschinger, Michael von (1794–1863), bayerischer Fabrikant und Landtagsabgeordneter
- Poschinger, Richard von (1839–1915), deutscher Kunstmaler
- Poschinger, Wilhelm von (1839–1895), deutscher Kaufmann und Gutsbesitzer in Landau an der Isar
- Poschinger, Wilhelm von (1864–1921), bayerischer Generalmajor
- Poschinger-Bray, Adalbert Freiherr von (1912–2001), deutscher Unternehmer
- Pöschl, Alexander (1865–1942), österreichischer Volksliedsammler
- Pöschl, Ferdinand (1877–1914), deutscher Fotograf
- Pöschl, Franz (1917–2011), deutscher Militär, Offizier der Wehrmacht und Generalleutnant der Bundeswehr
- Pöschl, Hanno (* 1949), österreichischer SchauspielerHanno Pöschl (* 1949)

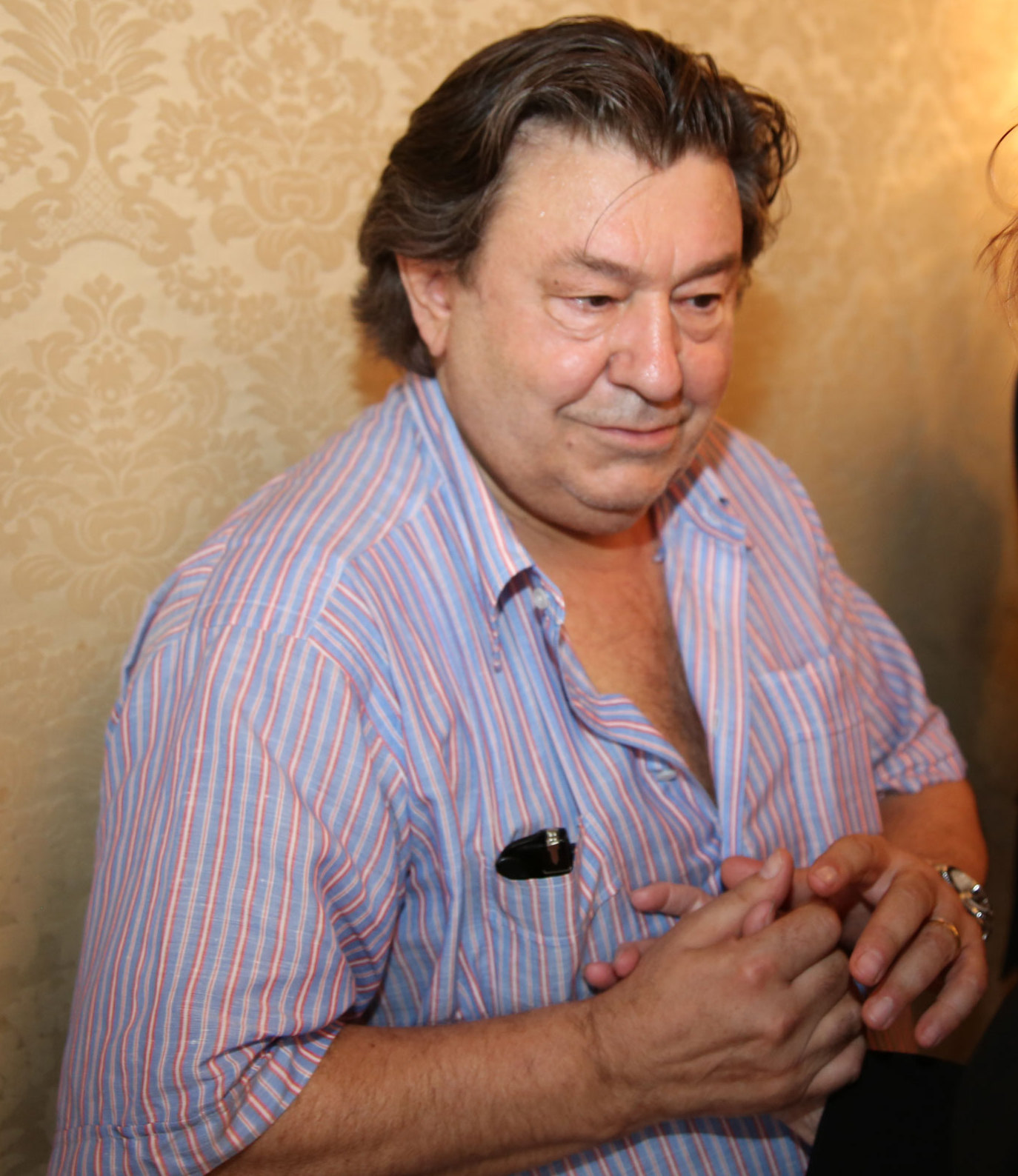
Hanno Pöschl (* 1949)

- Pöschl, Hans (1921–1999), deutscher Fußballspieler
- Pöschl, Herwig (1950–2022), österreichischer Musiker, Kulturmanager und Kurator
- Pöschl, Jakob (1828–1907), österreichischer Physiker und Hochschullehrer
- Pöschl, Josef (1794–1882), österreichischer Industrieller und Politiker
- Pöschl, Josef (1878–1963), österreichischer Politiker (CSP), Landtagsabgeordneter
- Pöschl, Klaus (* 1924), deutscher Mathematiker und Hochschullehrer
- Pöschl, Magdalena (* 1970), österreichische Rechtswissenschaftlerin und Universitätsprofessorin
- Pöschl, Matthias (1924–2007), katholischer Priester, Dichter
- Pöschl, Max (1909–1990), deutscher Leichtathlet und Mediziner
- Pöschl, Rudolf (1852–1940), österreichischer Industrieller und Politiker
- Pöschl, Sunk (* 1955), deutscher Jazz- und Improvisationsmusiker
- Pöschl, Theodor (1882–1955), österreichischer Mathematiker
- Pöschl, Thomas (1769–1837), österreichischer katholischer Theologe und Sektengründer
- Pöschl, Ulrich (* 1969), österreichischer Chemiker und Geochemiker
- Pöschl, Viktor (1884–1948), österreichischer Chemiker und Warenwissenschaftler
- Pöschl, Viktor (1910–1997), österreichisch-deutscher Altphilologe
- Poschmann, Adolf (1885–1977), deutscher Pädagoge, Heimatforscher und Sachbuchautor
- Poschmann, Agathe (* 1922), deutsche Theaterschauspielerin und Sprecherin
- Poschmann, Bernhard (1878–1955), deutscher katholischer Geistlicher und Dogmatiker
- Poschmann, Brigitte (1932–2008), deutsche Archivarin und Historikerin
- Poschmann, Christian (* 1979), deutscher American-Football-Spieler
- Poschmann, Henri (1932–2022), deutscher Literaturwissenschaftler
- Poschmann, Katja (* 1980), deutsche Politikerin (SPD), MdL Brandenburg
- Poschmann, Marion (* 1969), deutsche Schriftstellerin und LyrikerinMarion Poschmann (* 1969)

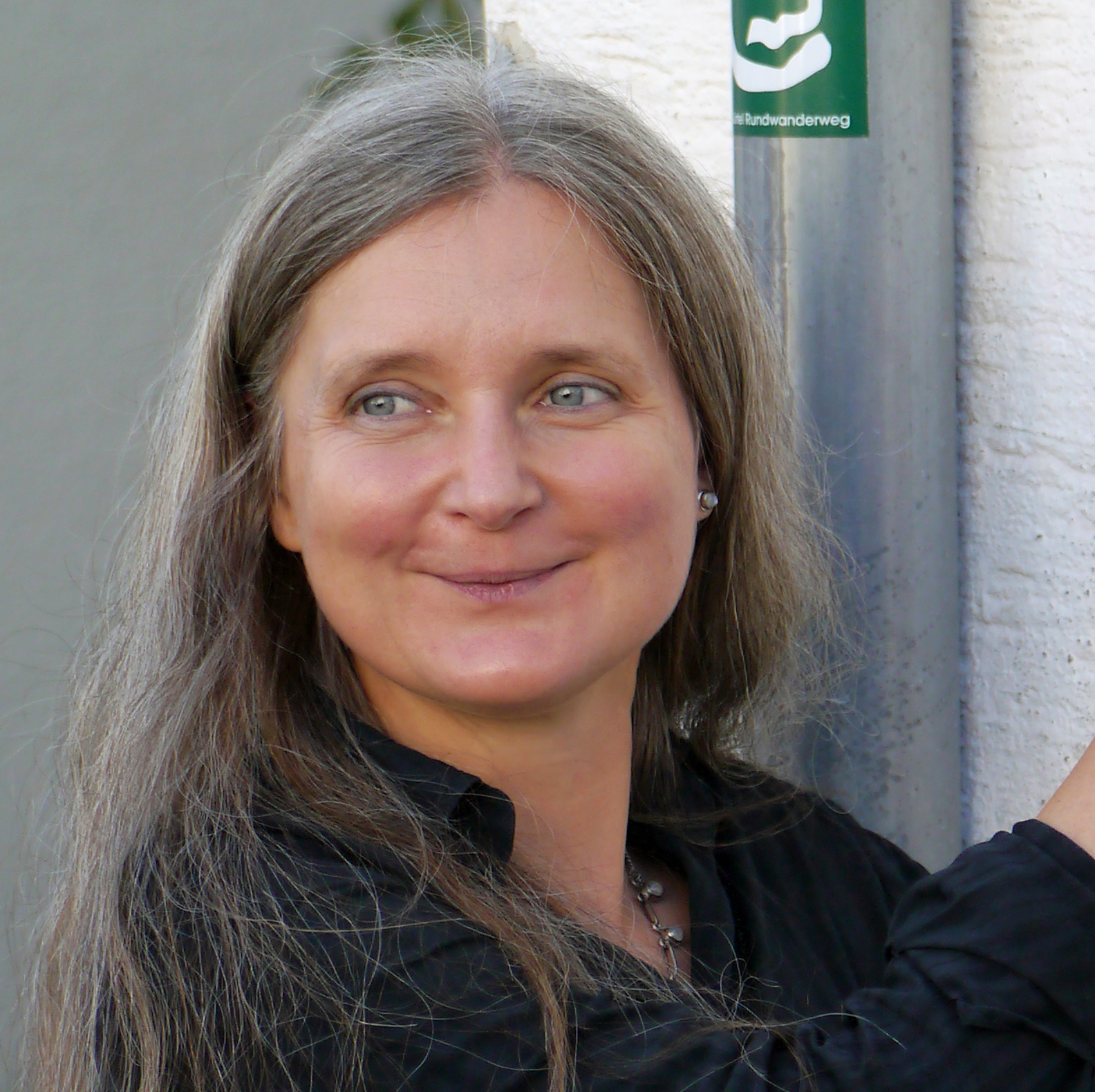
Marion Poschmann (* 1969)

- Poschmann, Sabine (* 1968), deutsche Politikerin (SPD), MdB
- Poschmann, Wolf-Dieter (1951–2021), deutscher Leichtathlet und Sportmoderator
- Poschner, Gerhard (* 1969), deutscher Fußballspieler
- Poschner, Markus (* 1971), deutscher DirigentMarkus Poschner (* 1971)

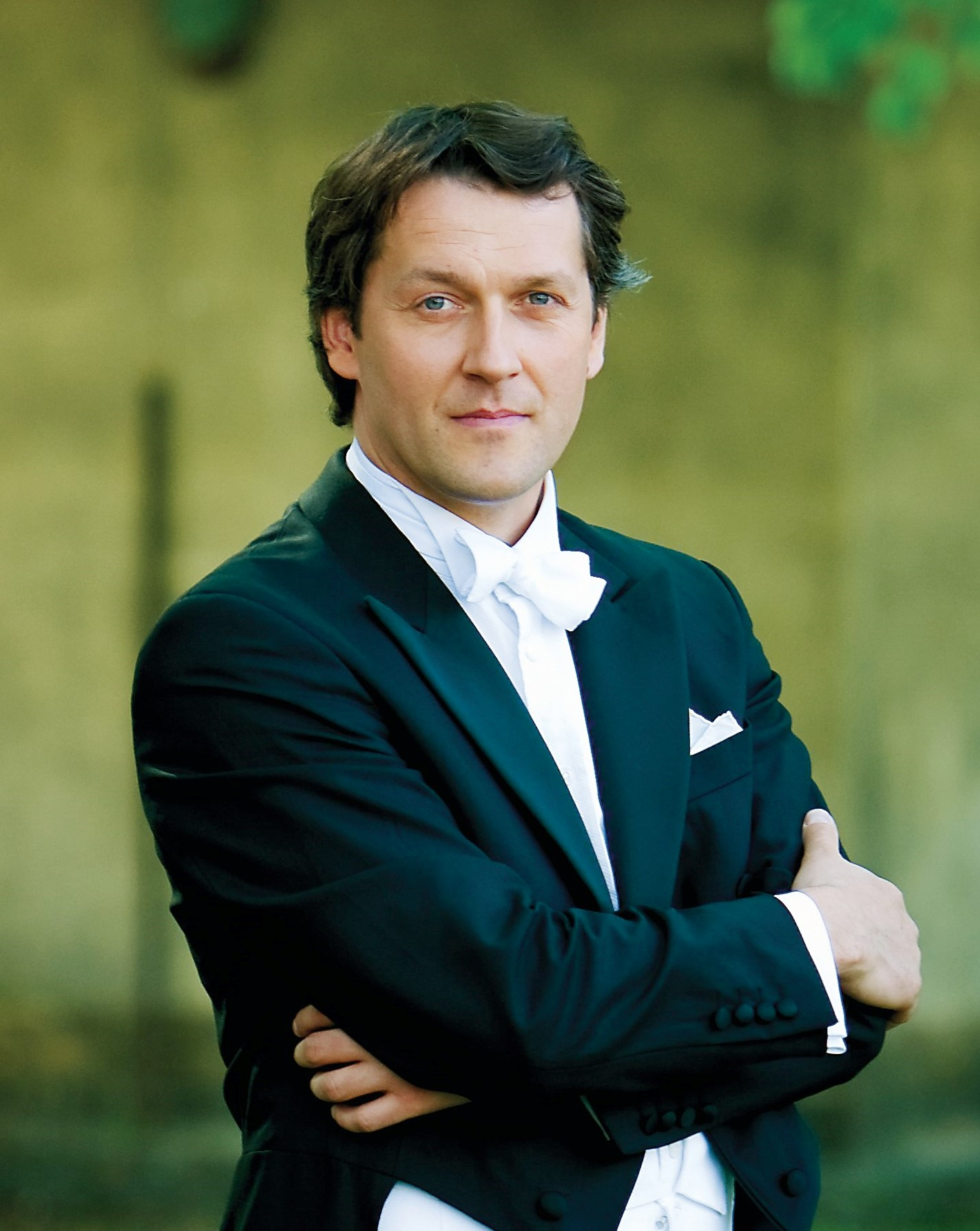
Markus Poschner (* 1971)

- Poschwatta, Peter (1934–2019), deutscher General
- Poschwatta, Thorsten (* 1961), deutscher General
- Poschywanow, Mychajlo (* 1960), Bürgermeister von Mariupol

### Posd
- Posdnejew, Alexei Matwejewitsch (1851–1920), russischer Orientalist; Mongolist
- Posdnjakow, Dmitri (* 1972), kasachischer Biathlet
- Posdnjakow, Kirill (* 1989), russisch-aserbaidschanischer Radrennfahrer
- Posdnjakow, Oleksij (* 1995), ukrainischer Sprinter
- Posdnjakow, Stanislaw Alexejewitsch (* 1973), russischer Fechter
- Posdnjakow, Wjatscheslaw Wladimirowitsch (* 1978), russischer Florettfechter
- Posdnjakowa, Anastassija Jurjewna (* 1985), russische Wasserspringerin
- Posdnjakowa, Sofija Stanislawowna (* 1997), russische Säbelfechterin
- Posdnjakowa, Tetjana (* 1956), ukrainische Mittel- und Langstreckenläuferin
- Posdorf, Horst (1948–2017), deutscher Mathematiker, Hochschullehrer, Politiker (CDU), MdL, MdEP
- Posdorfer, Katrin (* 1990), deutsche Fußballspielerin

### Pose
- Pose, Eduard Wilhelm (1812–1878), deutscher Landschaftsmaler der Düsseldorfer Schule
- Pose, Friedrich Wilhelm (1793–1870), deutscher Landschafts- und Dekorationsmaler
- Pose, Heinz (1905–1975), deutscher Physiker
- Pose, Jörg (* 1959), deutscher SchauspielerJörg Pose (* 1959)

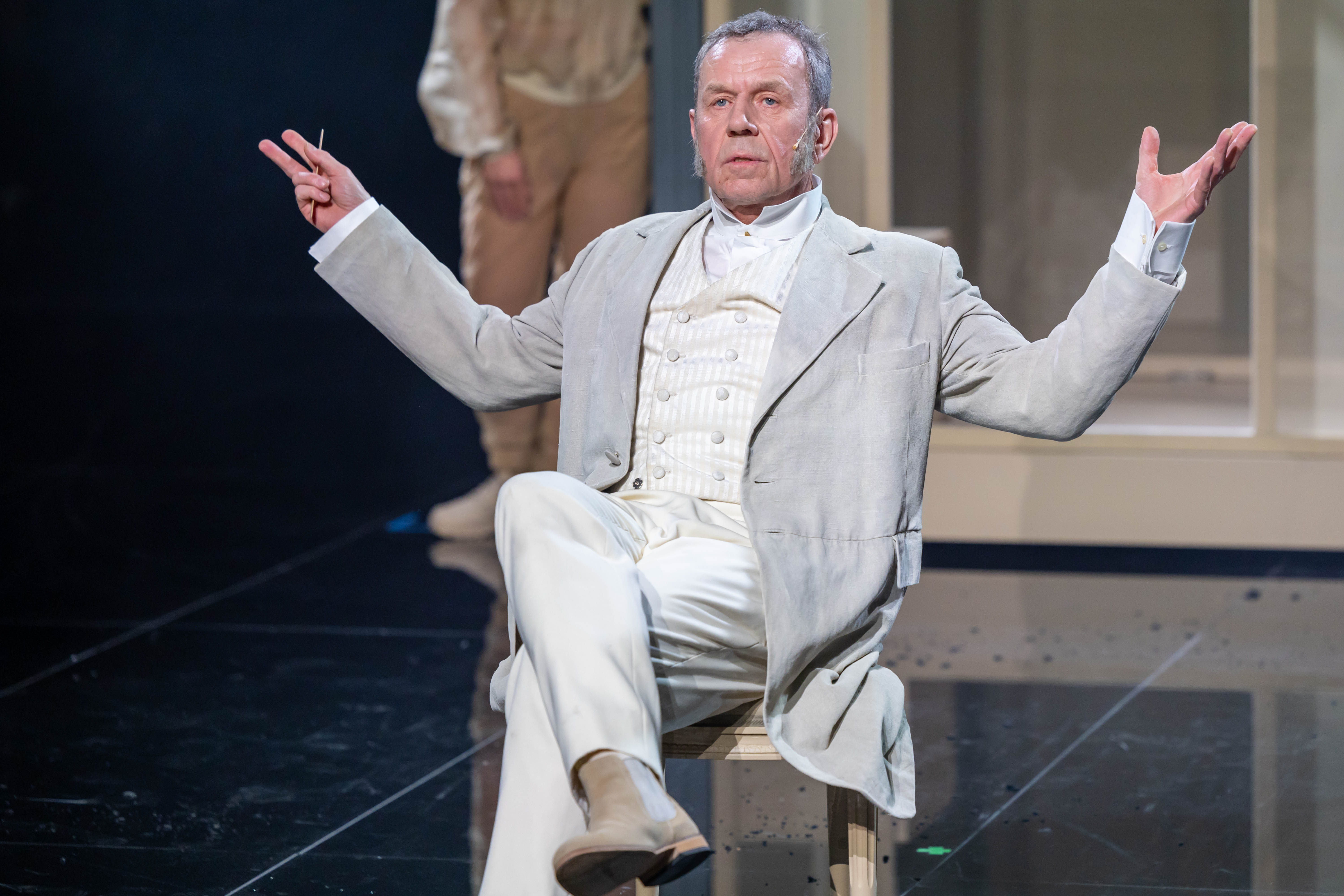
Jörg Pose (* 1959)

- Pöse, Jörg (* 1962), deutscher Politiker (PDS, Grüne)
- Pose, Ludwig (1786–1877), deutscher Dekorationsmaler des Klassizismus
- Posé, Ulf (1947–2023), deutscher Sachbuchautor, Hörfunk- und Fernsehmoderator
- Pose, Waldemar (1920–1994), deutscher Gewerkschaftsfunktionär (FDGB)
- Poseck, Ernst (1893–1952), deutscher Schriftsteller
- Poseck, Friedrich Carl Christian von (1785–1850), sachsen-weimarischer Kammerherr und Oberforstmeister
- Poseck, Julius Anton von (1816–1896), deutscher Prediger, Gemeindegründer, Übersetzer und Autor
- Poseck, Karl Heinrich von (1718–1784), preußischer Major
- Poseck, Maximilian von (1865–1946), deutscher General der Kavallerie der Reichswehr
- Poseck, Robert (1858–1939), deutscher Zimmerer, Baumeister bzw. Bauunternehmer und Architekt
- Poseck, Roman (* 1970), deutscher Jurist und Politiker (CDU)Roman Poseck (* 1970)

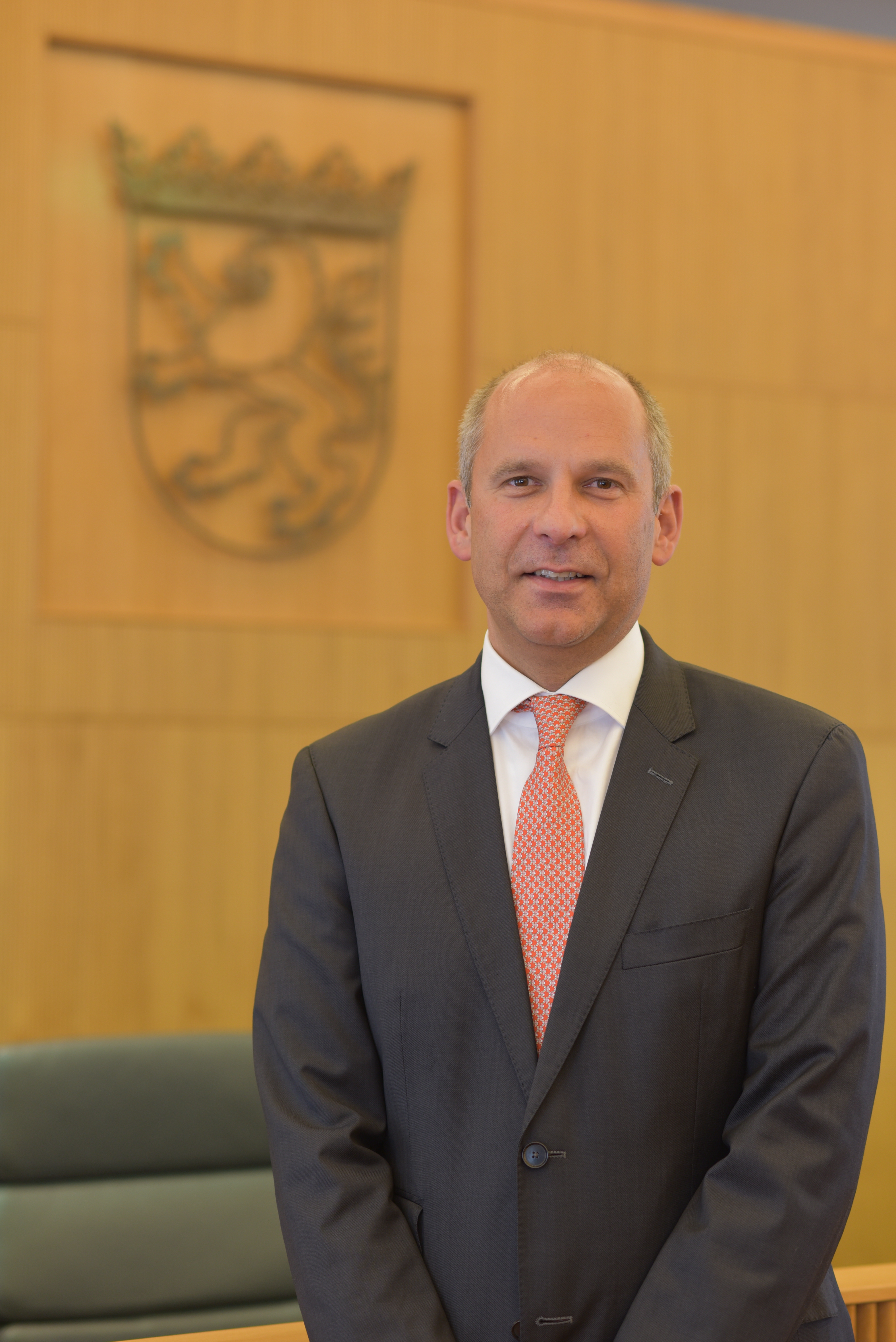
Roman Poseck (* 1970)

- Posegga, Hans (1917–2002), deutscher Komponist, Pianist und Dirigent
- Posehn, Brian (* 1966), US-amerikanischer Schauspieler, Comedian und Sänger
- Poseidippos († 240 v. Chr.), hellenistischer Dichter und Epigrammatiker
- Poseidonios (135 v. Chr.–51 v. Chr.), griechischer Philosoph, Geschichtsschreiber und Universalgelehrter
- Poselger, Friedrich Theodor (1771–1838), deutscher Mathematiker
- Poselli, Vitaliano (1838–1918), italienischer Architekt
- Posen, Adam (* 1966), US-amerikanischer Ökonom
- Posen, Jacob (1909–1995), britisch-schweizerischer Rabbiner
- Posen, Leonid Wladimirowitsch (1849–1921), russischer Bildhauer
- Posen, Stephen (* 1939), US-amerikanischer Maler (Fotorealismus)
- Posen, Zac (* 1980), US-amerikanischer Modedesigner
- Posenaer, Joseph (1876–1935), belgischer Genre- und Landschaftsmaler
- Pösendorfer, Rene (* 1989), österreichischer Fußballtormann
- Posenenske, Charlotte (1930–1985), deutsche Malerin, Bildhauerin und Sozialwissenschaftlerin
- Posenenske, Paul Friedrich (1919–2004), deutscher Architekt
- Posener, Alan (* 1949), britisch-deutscher Journalist und SachbuchautorAlan Posener (* 1949)

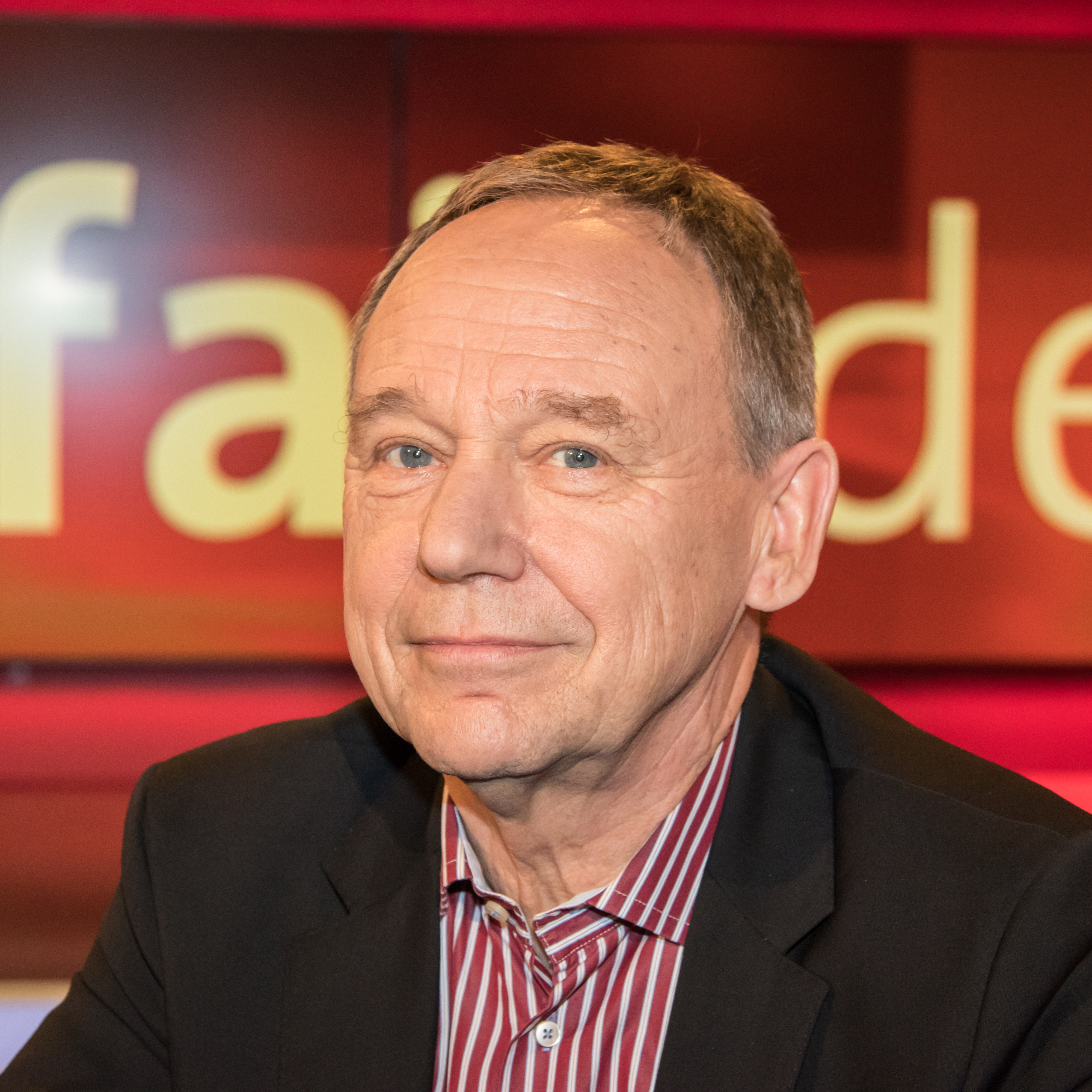
Alan Posener (* 1949)

- Posener, Georges (1906–1988), französischer Ägyptologe
- Posener, Julius (1904–1996), deutscher Architekturhistoriker und Hochschullehrer
- Posener, Nicola (* 1987), britische Schauspielerin
- Pošepný, František (1836–1895), tschechischer Geologe
- Poser und Groß-Naedlitz, Arno von (1869–1940), deutscher Generalmajor
- Poser und Groß-Naedlitz, Carl Friedrich von (1700–1776), preußischer Landrat
- Poser und Groß-Naedlitz, Gottlieb von (1713–1784), preußischer Landrat des Kreises Groß-Wartenberg in Schlesien
- Poser und Groß-Naedlitz, Heinrich von (1599–1661), schlesischer Obersteuereinnehmer und Weltreisender
- Poser und Groß-Naedlitz, Victor von (1880–1957), preußischer Verwaltungsjurist und Landrat
- Poser, Anita von (* 1976), deutsche Ethnologin
- Poser, Boris von (* 1967), deutscher Theaterregisseur
- Poser, Charles M. (1923–2010), amerikanischer Neurologe und Hochschullehrer
- Poser, Christian (* 1986), deutscher Bobfahrer
- Poser, Christian Gottfried (1771–1852), deutscher Pädagoge und Freimaurer
- Poser, Florian (1954–2024), deutscher Jazzmusiker und Komponist
- Poser, Günter (1916–2003), deutscher Konteradmiral
- Poser, Hans (1907–1998), deutscher Geographieprofessor
- Poser, Hans (1917–1970), deutscher Komponist
- Poser, Hans (1937–2022), deutscher Philosoph und emeritierter Hochschullehrer
- Poser, Hans-Jürgen (* 1945), deutscher Politiker (CDU), MdL
- Poser, Karl (1870–1916), deutscher Architekt
- Poser, Lydia (1909–1984), deutsche antifaschistische Widerstandskämpferin, deutsche Politikerin (KPD, SED), MdV
- Poser, Magnus (1907–1944), deutscher Kommunist und Widerstandskämpfer gegen das NS-Regime
- Poser, Nancy (* 1979), deutsche Juristin und Richterin, die sich für die Rechte von Behinderten einsetzt
- Poser, Paul (1876–1940), deutscher Architekt
- Poser, Rainer (* 1941), deutscher Boxer
- Poser, Sigrid (1941–2004), deutsche Neurologin
- Poser, Stefan (* 1963), deutscher Technikhistoriker
- Poser, Stefanie von (* 1979), deutsche Schauspielerin
- Poser, Steffen (* 1962), deutscher Historiker und Museumskurator
- Poser, Sven S. (* 1963), deutscher Drehbuchautor und Journalist
- Poser, Sylvius von (1739–1817), preußischer Oberstleutnant und Flügeladjutant
- Poser, Udo (* 1947), deutscher Schwimmer
- Posern, Albert (1864–1945), deutscher Appreturunternehmer und Politiker (NLP, DDP), MdL (Königreich Sachsen, Freistaat Sachsen)
- Posern, Boris Pawlowitsch (1882–1939), russischer Revolutionär und sowjetischer Staatsmann
- Posern, Curt Ernst von (1804–1879), sächsischer Politiker
- Posern, Georg von (1844–1924), sächsischer Rittergutsbesitzer, Hofbeamter und Parlamentarier
- Posern, Helmut, deutscher Basketballspieler
- Posern-Klett, Carl Friedrich von (1798–1849), deutscher Numismatiker, Kaufmann und Politiker
- Posern-Klett, Carl Friedrich von (1830–1875), deutscher Archivar und Historiker
- Posey, Amanda, britische Filmproduzentin
- Posey, Bill (* 1947), US-amerikanischer Politiker der Republikanischen Partei
- Posey, Buster (* 1987), US-amerikanischer Baseballspieler
- Posey, Francis B. (1848–1915), US-amerikanischer Politiker
- Posey, James (* 1977), US-amerikanischer Basketballspieler
- Posey, John (* 1956), US-amerikanischer Schauspieler
- Posey, Parker (* 1968), US-amerikanische SchauspielerinParker Posey (* 1968)

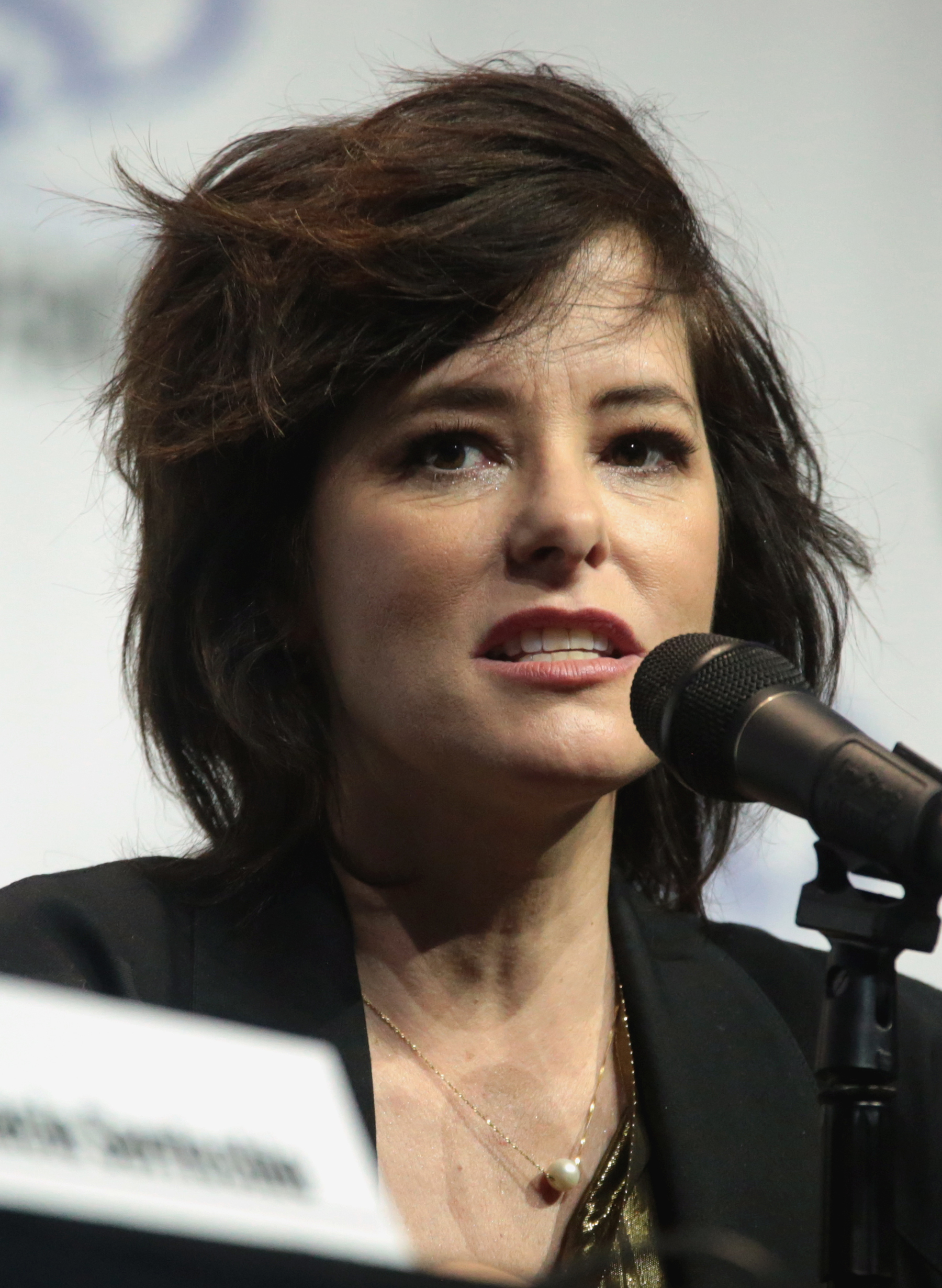
Parker Posey (* 1968)

- Posey, Parker McKenna (* 1995), US-amerikanische Filmschauspielerin
- Posey, Sam (* 1944), US-amerikanischer Automobilrennfahrer
- Posey, Sandy (1944–2024), US-amerikanische Country-Sängerin
- Posey, Simone, US-amerikanische Schauspielerin und Tänzerin
- Posey, Steve (* 1949), US-amerikanischer Kameramann und Regisseur
- Posey, Thomas (1750–1818), US-amerikanischer Politiker
- Posey, Tyler (* 1991), US-amerikanischer Schauspieler und Musiker

### Posf
- Posford, Simon (* 1971), britischer Goa- und Psytrance-Musiker

### Posh
- Poshard, Glenn (* 1945), US-amerikanischer Politiker

### Posi
- Posi, Paolo (1708–1776), italienischer Architekt
- Posiadly, Frank (* 1967), deutscher Schriftsteller, Drehbuchautor und Psychologe
- Posidonius, antiker griechischer Toreut
- Posiles, Edeltrud (1916–2016), österreichische Gerechte unter den Völkern
- Posilović, Pavao (1597–1657), katholischer Geistlicher, Bischof von Duvno
- Pösinger, Franz (* 1949), Schweizer Plastiker und Grafiker
- Pösinger, Franz Alexander (1766–1827), österreichischer Violinist, Arrangeur und Komponist
- Posinković, Renco (* 1964), jugoslawischer Wasserballspieler
- Posinski, Hans-Joachim (* 1932), deutscher Fußballspieler
- Posio, Marigo (1882–1932), Aktivistin der albanischen National- und Unabhängigkeitsbewegung und Frauenrechtsaktivistin
- Posipal, Josef (1927–1997), deutscher FußballspielerJosef Posipal (1927–1997)

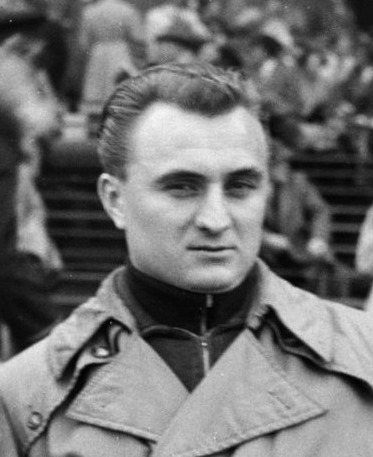
Josef Posipal (1927–1997)

- Posipal, Patrick (* 1988), deutscher Fußballspieler
- Posipal, Peer (* 1962), deutscher Fußballspieler
- Positano, Vito (1833–1886), italienischer Diplomat

### Posk
- Poska, Jaan (1866–1920), estnischer Politiker
- Poska, Kristiina (* 1978), estnische Dirigentin
- Poska-Grünthal, Vera (1898–1986), estnische Juristin und Publizistin
- Poskanzer, Arthur (1931–2021), US-amerikanischer Physiker
- Poske, Friedrich (1852–1925), deutscher Pädagoge
- Poske, Friedrich (1904–1984), deutscher Marineoffizier und Grenzschutzbeamter
- Poskitt, Kjartan (* 1956), englischer Buchautor
- Poskotin, Semen (* 1983), deutsch-russischer Kickboxer
- Poskrjobyschew, Alexander Nikolajewitsch (1891–1965), Sekretär StalinsAlexander Nikolajewitsch Poskrjobyschew (1891–1965)

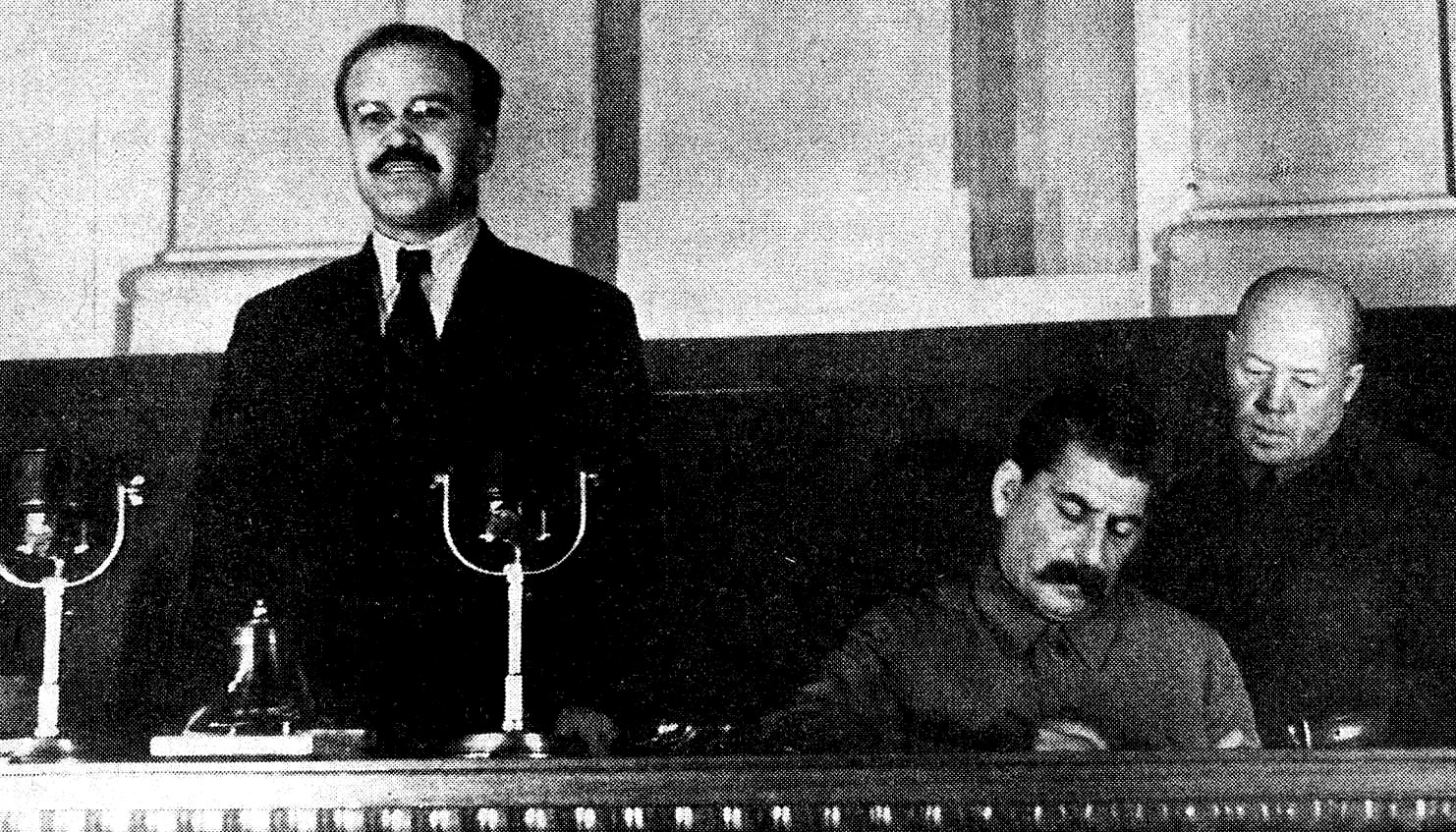
Alexander Nikolajewitsch Poskrjobyschew (1891–1965)

- Poškus, Mantas (* 1980), litauischer Politiker
- Poškus, Petras (1935–2004), litauischer Politiker, Mitglied des Seimas
- Poškus, Robertas (* 1979), litauischer Fußballspieler

### Posl
- Pösl, Friedrich von (1806–1876), deutscher Kirchenhistoriker
- Pösl, Johann (1907–2003), deutscher Politiker (CSU)
- Pösl, Ludwig (1903–1945), deutscher Politiker (NSDAP), MdR
- Poslawski, Wiktor Wassiljewitsch (1896–1979), russisch-sowjetischer Wasserbauingenieur und Hochschullehrer
- Poslovski, Stefan (* 1975), deutscher Musicaldarsteller
- Poslušný, Jaroslav (* 1948), tschechoslowakischer Radrennfahrer
- Posluszny, Paul (* 1984), US-amerikanischer American-Football-Spieler

### Posm
- Posma, Mike (* 1967), US-amerikanischer Eishockeyspieler und -trainer
- Posman, Emma (* 1994), belgische Opernsängerin (Koloratursopran)
- Posmik, Ananaias (1906–1943), deutscher römisch-katholischer Ordensmann, Missionar und Märtyrer
- Posmyk, Marek (* 1978), tschechischer Eishockeyspieler
- Posmysz, Zofia (1923–2022), polnische Widerstandskämpferin, KZ-Überlebende, Redakteurin und Autorin

### Posn
- Posnansky, Arthur (1873–1946), Amateurarchäologe tätig in Bolivien
- Posner, Arthur Bernhard (1890–1962), deutsch-israelischer Rabbiner, Schriftsteller und Autor
- Posner, Astrid (* 1974), deutsche Schauspielerin, Tänzerin und Choreografin
- Posner, Carl (1854–1928), deutscher Arzt
- Posner, Caspar (1626–1700), deutscher Physiker und Mediziner
- Posner, Eric A. (* 1965), US-amerikanischer Rechtswissenschaftler
- Posner, Ernst (1892–1980), deutscher Archivar
- Posner, Gerald (* 1954), US-amerikanischer Journalist und Autor
- Posner, Johann Caspar (1670–1718), deutscher Physiker und Rhetoriker
- Posner, Karl Ludwig von (1822–1887), österreichisch-ungarischer Unternehmer
- Posner, Michael (1931–2006), britischer Ökonom
- Posner, Michael (* 1936), US-amerikanischer Psychologe und Kognitionswissenschaftler
- Posner, Mike (* 1988), US-amerikanischer Pop-RapperMike Posner (* 1988)

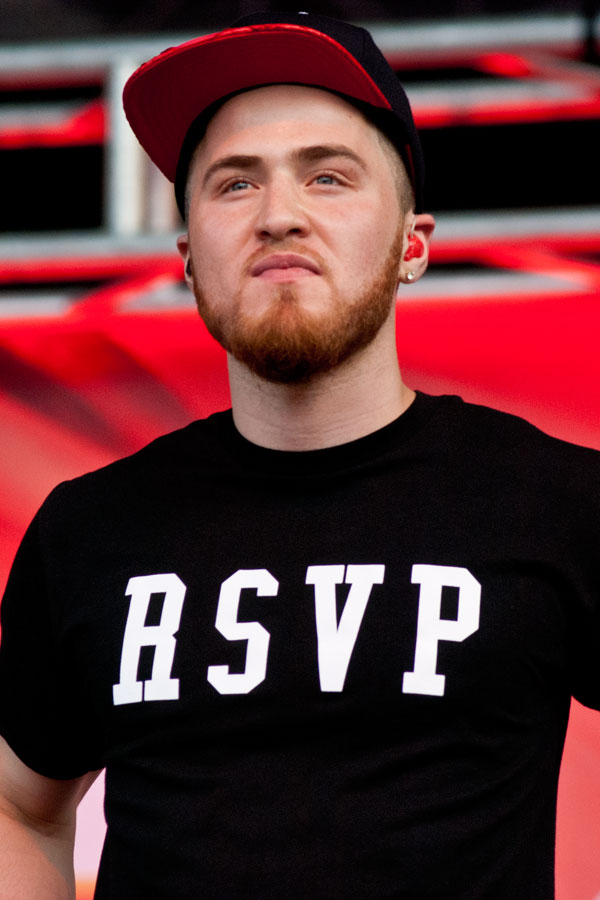
Mike Posner (* 1988)

- Posner, Rebecca (1929–2018), britische Romanistin
- Posner, Richard (* 1939), US-amerikanischer Rechtswissenschaftler und Ökonom, Richter am Court of Appeals
- Posner, Roland (1942–2020), tschechisch-deutscher Linguist und Semiotiker
- Posner, Walter (* 1953), deutscher Fußballspieler
- Posner, Wladimir Wladimirowitsch (* 1934), russischer Journalist und Moderator
- Posner-Landsch, Marlene (* 1941), deutsche Semiotikerin
- Posniak, Oliver (* 1957), deutscher Fußballspieler
- Posniak, Peter (* 1987), europäischer Schauspieler und Sprecher
- Posnichirenko, Hanna (* 1994), ukrainische Tennisspielerin
- Pośnik, Szymon (* 1993), polnischer Ruderer
- Posnikow, Alexander Sergejewitsch (1846–1922), russischer Wirtschaftswissenschaftler und Hochschullehrer
- Posnow, Andrei Walerjewitsch (* 1981), russischer Eishockeyspieler

### Poso
- Posorski, Ludwig (* 1949), deutscher Fußballspieler und -trainer

### Posp
- Pospěch, Zbyněk (* 1982), tschechischer Fußballspieler
- Pospěch, Zdeněk (* 1978), tschechischer Fußballspieler
- Pospelow, Dmitri Alexandrowitsch (1932–2019), sowjetischer bzw. russischer Kybernetiker, Informatiker und Hochschullehrer
- Pospelow, Maxim (* 1968), russischer Beachvolleyballspieler
- Pospelow, Pjotr Nikolajewitsch (1898–1979), sowjetischer Politiker und Journalist
- Pospelowa, Alexandra Romanowna (* 1998), russische Tennisspielerin
- Pospelowa, Swetlana Michailowna (* 1979), russische Leichtathletin
- Pospich, Andreas (* 1961), deutscher Fußballspieler
- Pospichal, Josef (* 1946), österreichischer Sachbuchautor
- Pospichal, Leonard (* 1999), deutscher Rockmusiker
- Pospichal, Stefan (1910–1940), österreichischer und tschechoslowakischer Fußballspieler
- Pospíchal, Tomáš (1936–2003), tschechischer Fußballspieler und Fußballtrainer
- Pospiech, Friedrich (1927–2007), deutscher DKP-Funktionär und Autor
- Pospiech, Gesche (* 1961), deutsche Physikerin
- Pospiech, Paul (1878–1922), polnisch-deutscher Geistlicher und Politiker, MdR
- Pospieszalski, Karol Marian (1909–2007), polnischer Historiker
- Pospieszalski, Marek (* 1988), polnischer Jazzmusiker (Tenorsaxophon, Komposition)
- Pospieszalski, Mateusz (* 1965), polnischer Fusion- und Jazzmusiker (Saxophon, Flöte, Bassklarinette, Komposition) und Musikproduzent
- Pospieszczyk, Peter (1935–1985), deutscher Automobilrennfahrer
- Pospieszczyk, Rudolf (1930–2003), deutscher Maler und Galerist
- Pospiš-Baldani, Ruža (* 1942), jugoslawische Opernsängerin (Mezzosopran)
- Pospischil, Christian (* 1981), deutscher Kommunalpolitiker und Bürgermeister der Stadt Attendorn
- Pospischil, Christian (* 1985), deutscher Fußballspieler
- Pospischil, Günther (* 1952), österreichischer Fußballspieler
- Pospischil, Josef (* 1899), deutsch-österreichischer SS-Untersturmführer und Polizeibeamter
- Pospischil, Karl (1926–2001), österreichischer Politiker (SPÖ), Mitglied des Bundesrates
- Pospischil, Leopold (1899–1942), tschechoslowakischer Hochstapler, Schriftsteller und Opfer des Nationalsozialismus
- Pospischil, Maria (1862–1943), böhmisch-deutsche Bühnenschauspielerin, Schriftstellerin und Theaterleiterin mit einigen Auftritten beim deutschen Stummfilm des Jahres 1918
- Pospischil, Simon (* 1988), deutscher Fußballspieler
- Pospischil, Viktor (1922–1983), österreichischer Politiker (Linksblock), Landtagsabgeordneter
- Pospíšil, Bohuslav (1905–1959), tschechischer evangelischer Theologe
- Pospíšil, František (* 1944), tschechoslowakischer Eishockeyspieler und -trainer
- Pospíšil, Jan (* 1945), tschechischer Radballspieler
- Pospíšil, Jaroslav (* 1981), tschechischer Tennisspieler
- Pospíšil, Jindřich (* 1942), tschechischer Radballspieler
- Pospíšil, Jiří (* 1975), tschechischer Politiker (ODS), Mitglied des Abgeordnetenhauses, MdEP
- Pospisil, John, US-amerikanischer Tontechniker und Sound-Editor
- Pospíšil, Juraj (1931–2007), slowakischer Komponist
- Pospíšil, Kristián (* 1996), slowakischer Eishockeyspieler
- Pospíšil, Leopold (1923–2021), US-amerikanischer Jurist und Rechtsanthropologe tschechischer Herkunft
- Pospíšil, Martin (* 1999), slowakischer Eishockeyspieler
- Pospíšil, Michal (* 1979), tschechischer Fußballspieler
- Pospíšil, Milan (* 1945), tschechischer Musikwissenschaftler
- Pospíšil, Pavel (1944–2024), tschechisch-deutscher Koch
- Pospíšil, Peter (1944–2006), tschechoslowakischer Handballspieler und Fotograf
- Pospisil, Peter (* 1966), österreichischer Fußballspieler
- Pospisil, Vasek (* 1990), kanadischer TennisspielerVasek Pospisil (* 1990)

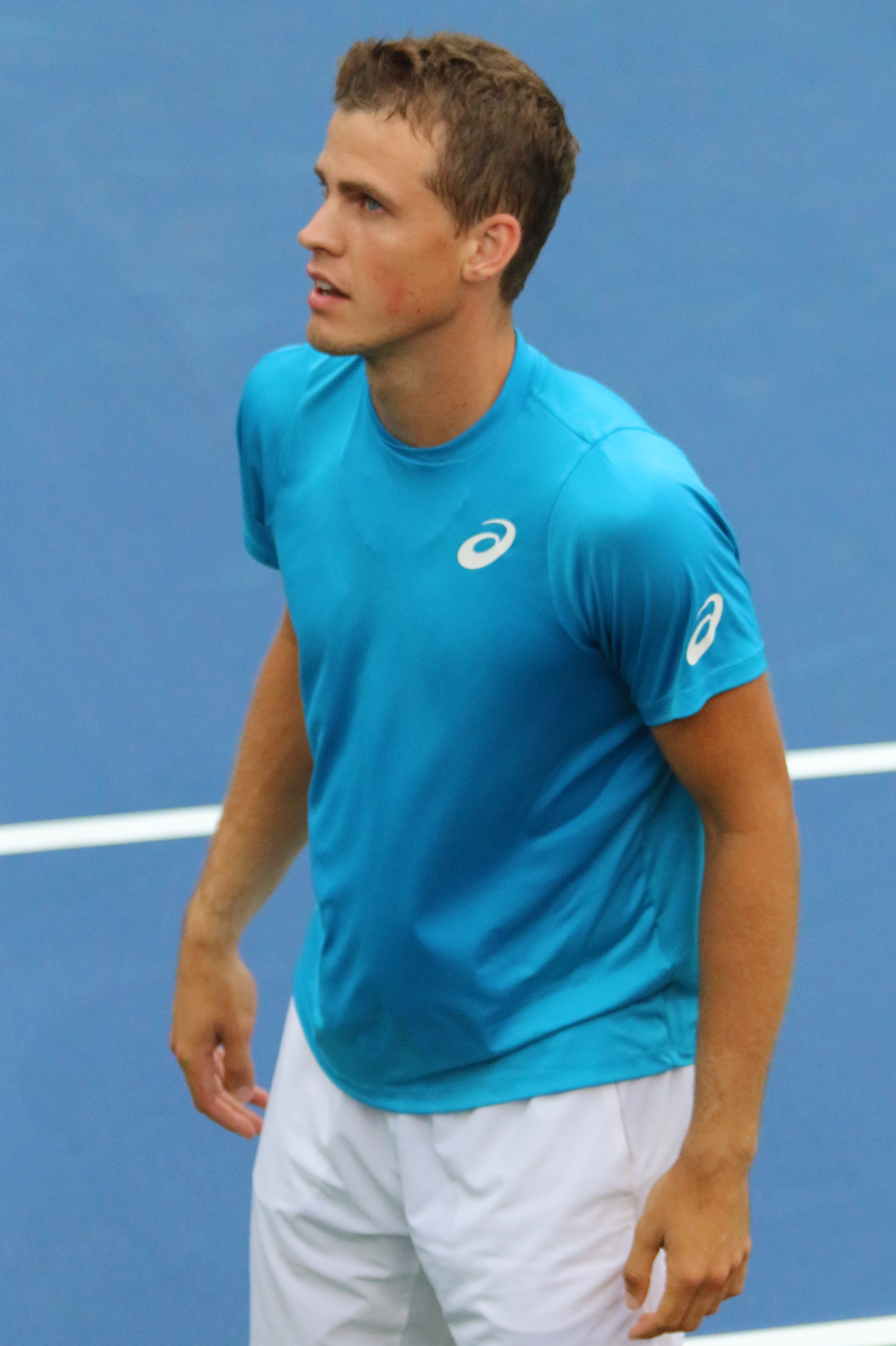
Vasek Pospisil (* 1990)

- Pospíšil, Zdeněk (1924–2009), tschechoslowakischer Sprinter
- Pospíšilová, Jana (* 1970), tschechische Tennisspielerin
- Pospíšilová-Cechlová, Věra (* 1978), tschechische Diskuswerferin

### Poss
- Poss, Alf (1936–2003), deutscher Dramatiker und Schriftsteller
- Poss, Greg (* 1965), US-amerikanischer Eishockeyspieler und -trainer
- Poss, Ingrid (1939–2019), deutsche Journalistin und Filmregisseurin
- Poß, Joachim (* 1948), deutscher Politiker (SPD), MdB
- Poss, Nadine (* 1991), deutsche Weinkönigin 2013/2014
- Poss, Reinhold (1897–1933), deutscher Rennsportflieger und Jagdpilot
- Possa, Lorenz (1934–2013), Schweizer Skisportler
- Possamai, Agnese (* 1953), italienische Mittel- und Langstreckenläuferin
- Possamai, Antônio (1929–2018), brasilianischer Ordensgeistlicher und römisch-katholischer Bischof von Ji-Paraná
- Possamaï, Stéphanie (* 1980), französische Judoka
- Possanner von Ehrenthal, Kurt (1898–1933), österreichischer Agent im Dienst des sowjetischen Geheimdienstes
- Possanner, Gabriele (1860–1940), österreichische Ärztin
- Possanner, Hans-Georg (1940–2006), österreichischer Offizier, Diplomat, Botschaftsrat, Journalist und Pressesprecher
- Possanzini, Davide (* 1976), italienischer Fußballspieler
- Possardt, Bernd (* 1973), deutscher Fotograf und Regisseur
- Possardt, Werner (1951–2004), deutscher Schauspieler, Filmproduzent und Regisseur
- Possart, Ernst von (1841–1921), deutscher Schauspieler und BühnenleiterErnst von Possart (1841–1921)

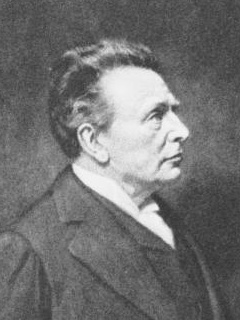
Ernst von Possart (1841–1921)

- Possart, Felix (1837–1928), deutscher Jurist und Maler
- Possart, Gerhard (1923–1996), österreichischer Politiker (ÖVP), Landesrat, Landtagsabgeordneter und Landeshauptmann-Stellvertreter
- Possart, Paul Anton Fedor Konstantin (1808–1860), deutscher Privatgelehrter und Bibliothekar
- Possawee Muanmart (* 1998), thailändischer Fußballspieler
- Posse i Växjö, Knut (1855–1916), schwedischer Graf, Gutsbesitzer und Reichstagsabgeordneter
- Posse, Abel (1934–2023), argentinischer Diplomat und Schriftsteller
- Posse, Adolf Felix Heinrich (1760–1825), deutscher Rechtswissenschaftler
- Posse, Alexis (1898–1938), deutscher Theaterschauspieler
- Posse, Amelie (1884–1957), schwedische Autorin, Aktivistin gegen den Nationalsozialismus und Flüchtlingshelferin
- Posse, Arvid (1820–1901), schwedischer Jurist, Abgeordneter und Ministerpräsident
- Posse, Hans (1879–1942), deutscher KunsthistorikerHans Posse (1879–1942)

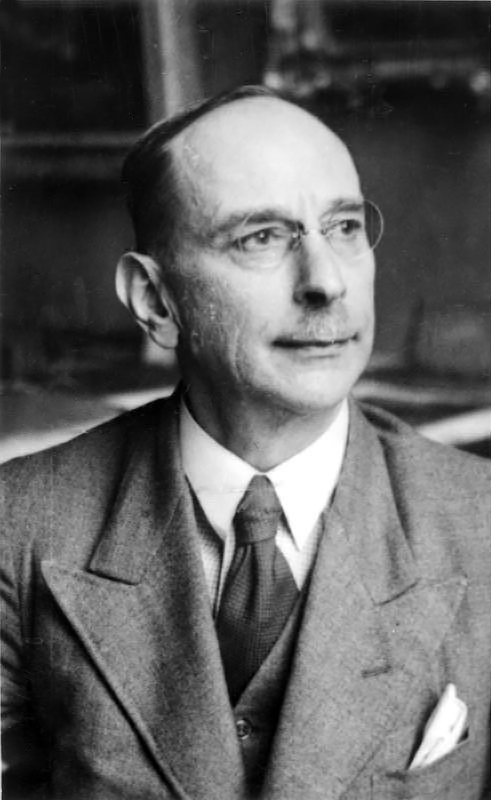
Hans Posse (1879–1942)

- Posse, Hans (1886–1965), deutscher Staatsbeamter
- Posse, Jesús (* 1966), uruguayischer Ruderer
- Posse, Konstantin Alexandrowitsch (1847–1928), russischer Mathematiker
- Posse, Nils (1862–1895), schwedischer Sportpädagoge
- Posse, Otto (1847–1921), deutscher Historiker und Archivar
- Posse, Roberto (* 1943), italienischer Schauspieler
- Posse, Wilhelm (1852–1925), Harfenist und Komponist
- Possebon, Rodrigo (* 1989), brasilianisch-italienischer Fußballspieler
- Possecker, August (1860–1936), deutscher Fossiliensammler
- Possegger, Gustav (* 1948), österreichischer Politiker (FPÖ); Vizebürgermeister von Klagenfurt
- Possehl, Emil (1850–1919), deutscher Kaufmann, Unternehmer und Mäzen
- Possehl, Julian (* 1992), deutscher Handballspieler
- Possehl, Lu (* 1943), deutsche Malerin und Stahl-Bildhauerin
- Possehl, Trude (1900–1994), deutsche Schauspielerin
- Possek, Rigobert (1873–1937), österreichischer Ophthalmologe und Hochschullehrer
- Possekel, Elvira (* 1953), deutsche Leichtathletin und Olympiamedaillengewinnerin
- Possekel-Oelsner, Ecka (1893–1962), deutsche Malerin
- Possel, Ernst (1887–1940), deutscher Unternehmer
- Pössel, Markus (* 1972), deutscher Wissenschaftsjournalist, Gravitations- und Astrophysiker
- Possel, René de (1905–1974), französischer Mathematiker
- Posselius, Johannes (1528–1591), deutscher Lehrer und Professor für griechische Sprache und Literatur
- Posselius, Johannes (* 1565), deutscher Hochschullehrer, Professor für griechische Sprache
- Posselt, Anna (1914–2009), deutsche FDGB-Funktionärin
- Posselt, Bernd (* 1956), deutscher Politiker (CSU), MdEP und VertriebenenfunktionärBernd Posselt (* 1956)

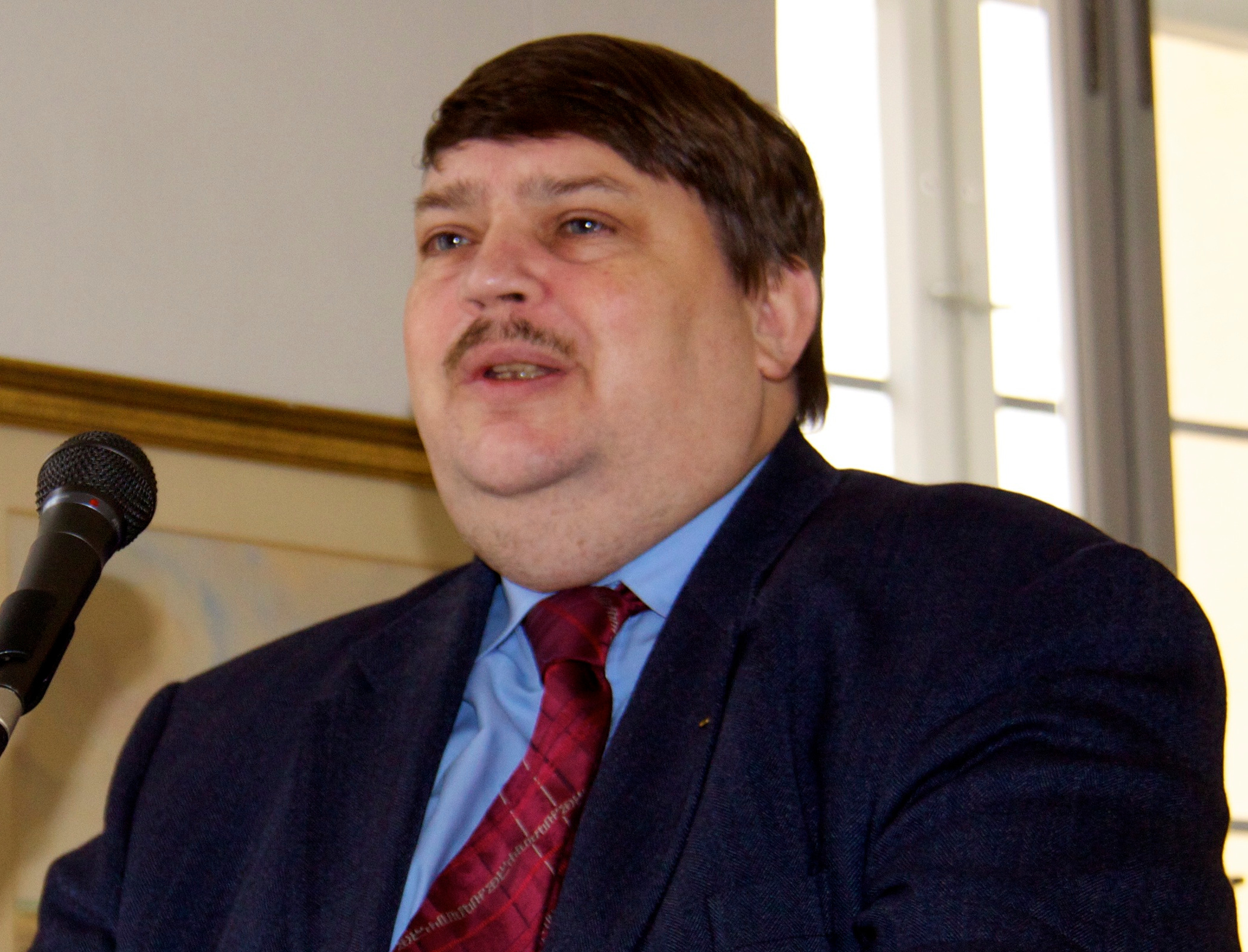
Bernd Posselt (* 1956)

- Posselt, Christian Wilhelm (1806–1877), deutscher Mediziner
- Posselt, David, österreichischer Orgelbauer
- Posselt, Ernst (1838–1907), deutscher Kaufmann und Kunstsammler
- Posselt, Ernst Ludwig (1763–1804), deutscher Historiker
- Posselt, Gottfried (1749–1807), badischer Jurist und Amtsvorstand
- Posselt, Joachim (* 1944), deutscher Fußballspieler
- Posselt, Johannes Friedrich (1794–1823), deutscher Mathematiker und Astronom
- Posselt, Martin (* 1959), deutscher Fernsehjournalist und Historiker
- Posselt, Roswitha (1915–1987), österreichische Schauspielerin
- Posselt, Wilhelm (1815–1885), Missionar für die Berliner Mission in Südafrika
- Possemeyer, Berthold (* 1951), deutscher Opern- und Konzertsänger (Bariton) und Hochschullehrer
- Pössenbacher, Anton (1842–1920), deutscher Kunstschreiner, Entwerfer und Möbelfabrikant
- Pössenbacher, Hans (1895–1979), deutscher Schauspieler, Hörspiel- und Synchronsprecher
- Pössenbacher, Heinrich (1877–1959), deutscher Möbelfabrikant
- Posser, Diether (1922–2010), deutscher Politiker (GVP, SPD), MdLDiether Posser (1922–2010)

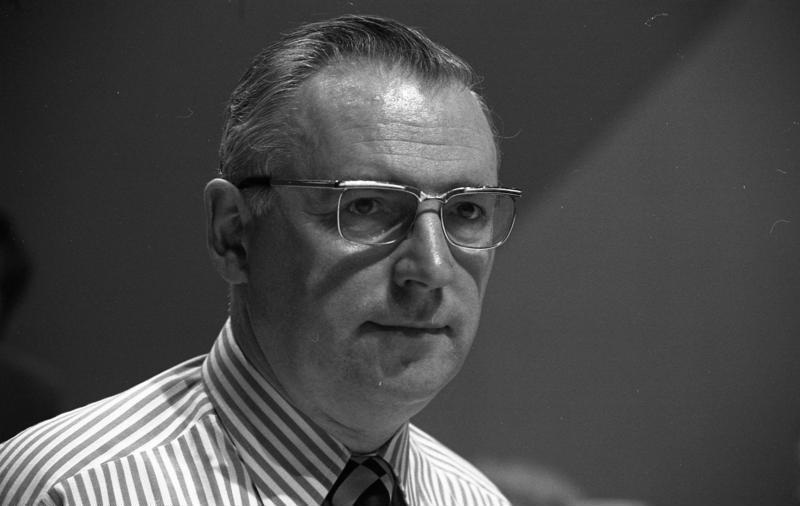
Diether Posser (1922–2010)

- Posset, Anton (1941–2015), deutscher Historiker, Gymnasiallehrer und Holocaustforscher
- Possevino, Antonio (1534–1611), italienischer Kleriker und päpstlicher Legat
- Possewina, Jelena Alexandrowna (* 1986), russische Turnerin und Olympiasiegerin
- Possi, Abdallah Saleh (* 1979), tansanischer Diplomat
- Possidius von Calama, Mönch und Bischof von Calama in Numidien
- Possing, Arthur (* 1996), luxemburgischer Jazzmusiker (Piano, Komposition)
- Possinger, Johanna (* 1980), deutsche Soziologin
- Pössinger, Michael (1919–2003), deutscher Militär und Weltmeister im Bobfahren
- Possingham, Hugh (* 1962), australischer Ökologe
- Possis, antiker griechischer Bildhauer
- Pößl, Florian, deutscher Squashspieler
- Possler, Gustav (* 1994), schwedischer Eishockeyspieler
- Possmann, Frank (* 1969), deutscher Schriftsteller
- Possner, Gerhard (1909–1944), deutscher Widerstandskämpfer
- Poßner, Lothar (1896–1972), deutscher Maschinenbauingenieur und Hochschullehrer
- Poßner, Wilfried (* 1949), deutscher Jugendfunktionär und Politiker (SED), MdV
- Pössnicker, Miriam (* 1987), österreichische Fernsehmoderatorin und JournalistinMiriam Pössnicker (* 1987)

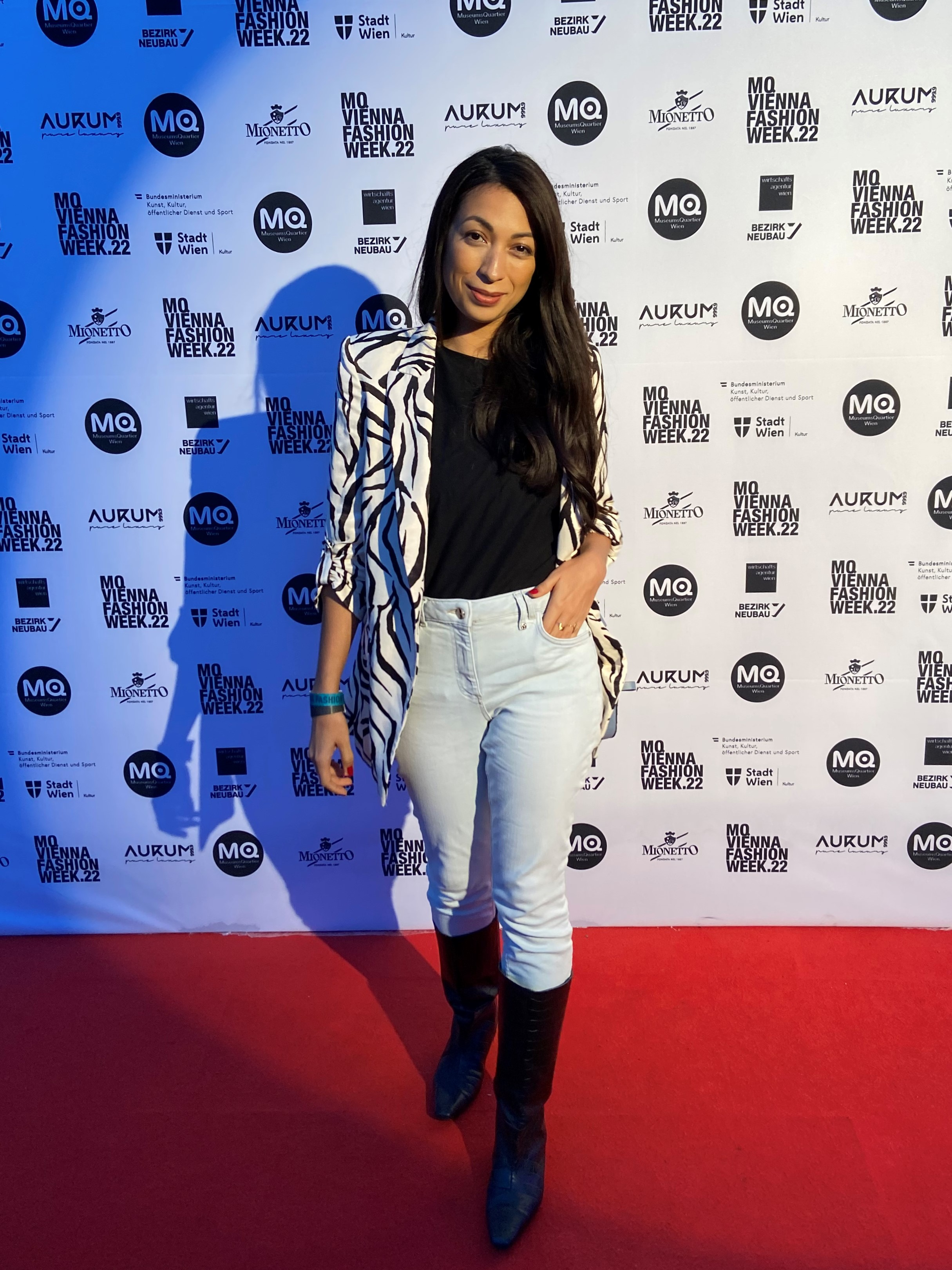
Miriam Pössnicker (* 1987)

- Possnig, Carmen (* 1988), österreichischer Medizinerin und Raumfahreranwärterin
- Possochin, Michail Wassiljewitsch (1910–1989), sowjetischer Architekt und Stadtplaner
- Possochow, Jurij (* 1964), ukrainisch-russischer Tänzer und Choreograph
- Possoni, Morris (* 1984), italienischer Radrennfahrer
- Possony, Stefan Thomas (1913–1995), US-amerikanischer Wirtschaftswissenschaftler und Militärstratege
- Possoschkow, Iwan Tichonowitsch (1652–1726), russischer Unternehmer und Ökonom
- Possover, Marc (* 1963), französischer Chirurg, Gynäkologe und Geburtshelfer
- Possoz, Mily (1888–1968), portugiesische Malerin, Illustratorin, Bühnen- und Kostümbildnerin
- Possuelo, Sydney (* 1940), brasilianischer Indianerschutz-Aktivist

### Post
- Post Malone (* 1995), US-amerikanischer RapperPost Malone (* 1995)

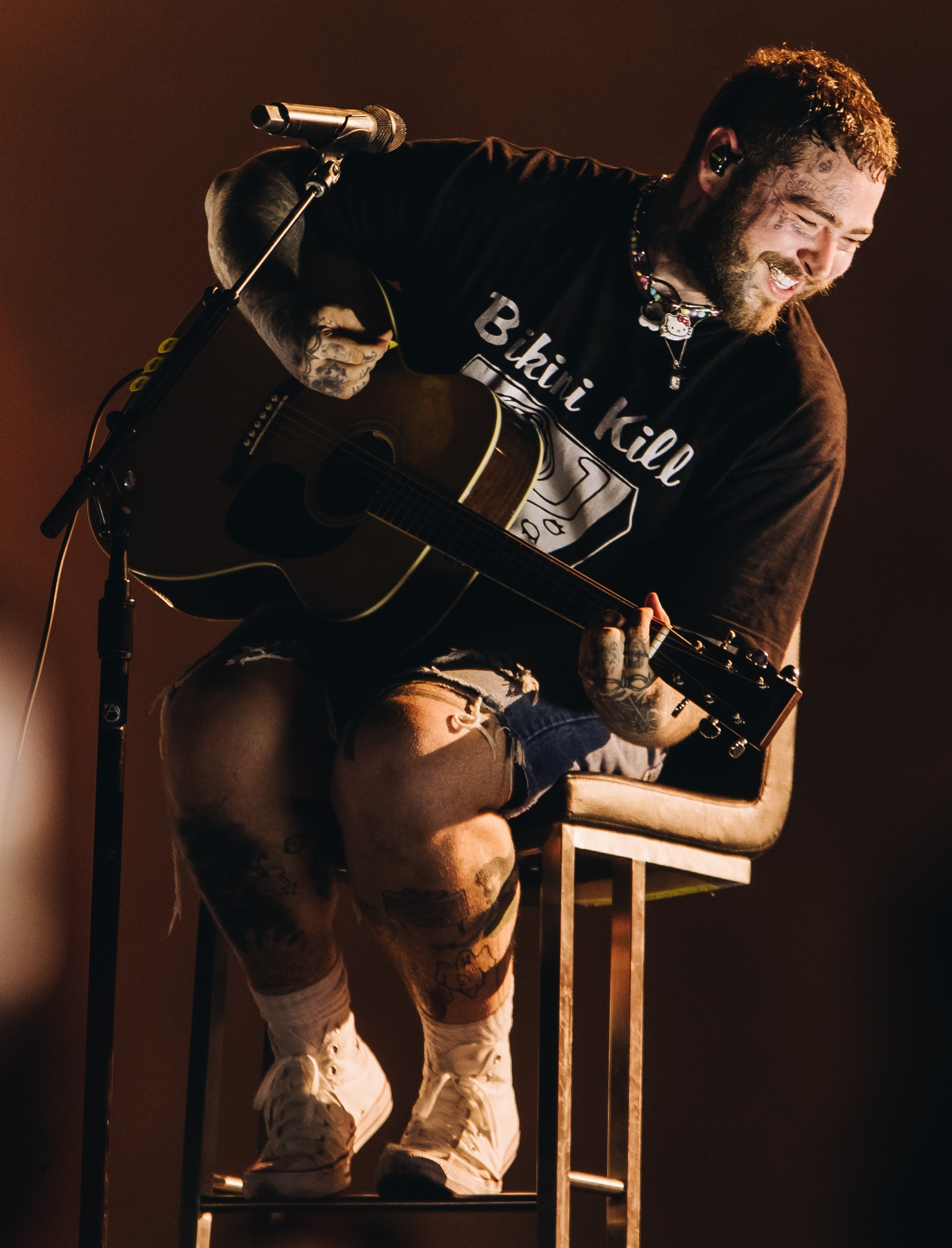
Post Malone (* 1995)

- Post, Achim (* 1959), deutscher Politiker (SPD), MdB
- Post, Albert (1896–1992), deutscher Politiker (FDP), MdL
- Post, Albert Hermann (1839–1895), deutscher Jurist, Bremer Richter
- Post, Albert Hermann von (1777–1850), deutscher Jurist und Bremer Senator/Ratsherr
- Post, Alfred (1926–2013), deutscher Fußballspieler
- Post, Alfred (1942–2005), deutscher Hochschulmanager
- Post, Arne (* 1983), norwegischer Wintertriathlet
- Post, Bernhard (* 1953), deutscher Archivar und Historiker
- Post, Christoph (* 1965), deutscher Journalist, TV-Produzent und Medienunternehmer
- Post, Dietmar (* 1962), deutscher Filmregisseur und Labelmacher
- Post, Eduard Caspar (1827–1882), deutscher Landschafts- und Stilllebenmaler der Düsseldorfer Schule
- Post, Ehrhardt (1881–1947), deutscher Schachmeister und -funktionär
- Post, Elisabeth Maria (1755–1812), niederländische Schriftstellerin
- Post, Emil Leon (1897–1954), polnisch-US-amerikanischer Mathematiker und Logiker
- Post, Emily (1872–1960), US-amerikanische Autorin
- Post, Erich (* 1900), deutscher Politiker (NSDAP), MdR
- Post, Florian (* 1981), deutscher Politiker (CSU, SPD), MdBFlorian Post (* 1981)

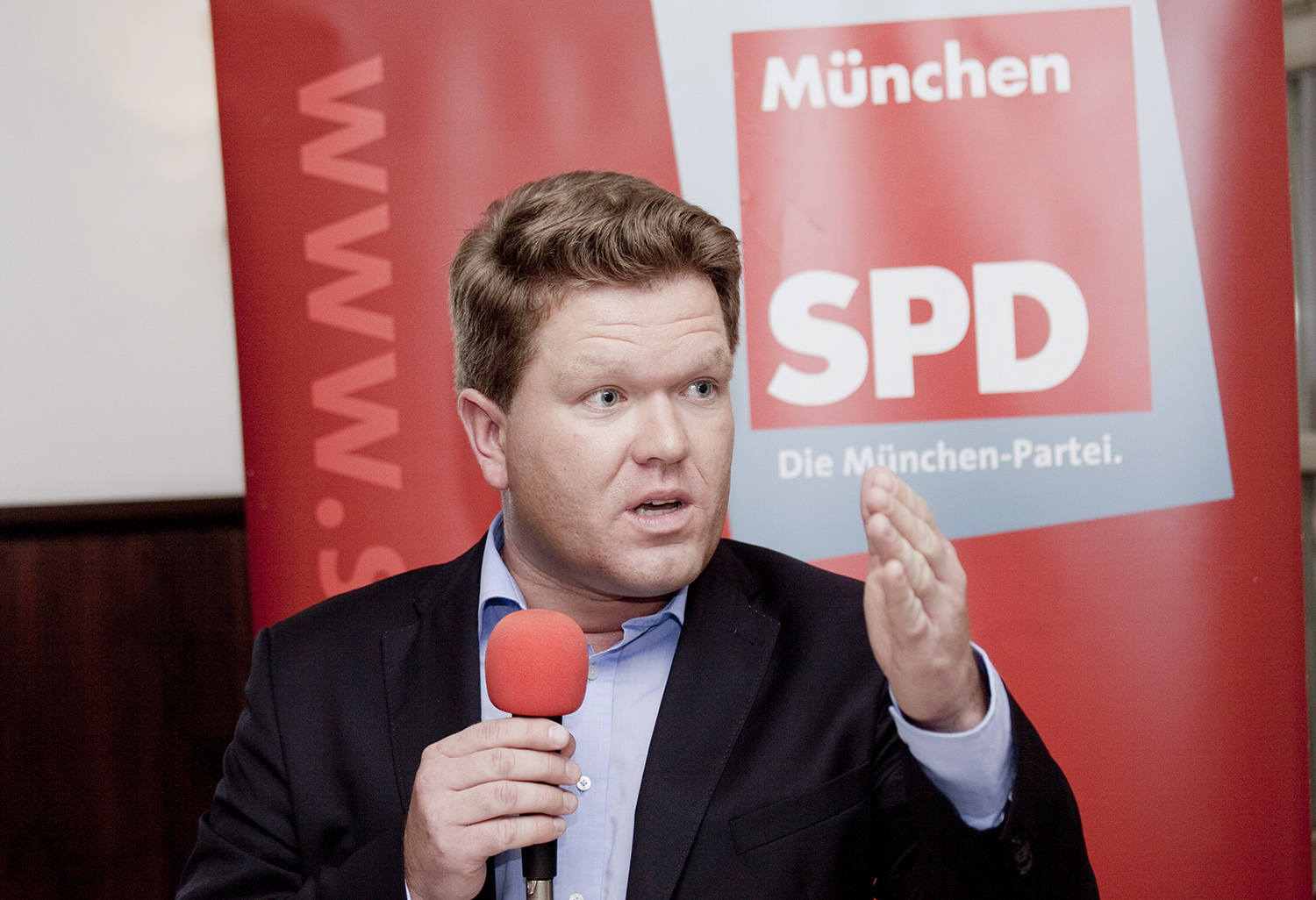
Florian Post (* 1981)

- Post, Frans, niederländischer Maler
- Post, George Adams (1854–1925), US-amerikanischer Politiker
- Post, George Edward (1838–1909), US-amerikanischer Arzt und Botaniker
- Post, Hampus von (1822–1911), schwedischer Agrarwissenschaftler und Geologe
- Post, Heinrich Gerhard (1754–1825), deutscher Archivar
- Post, Herbert (1903–1978), deutscher Schriftkünstler, Typograf und Buchgestalter
- Post, Hermann (1693–1762), deutscher Jurist und Archivar in Bremen
- Post, Hermann Lothar von († 1674), fürstlich münsteraner Generalmajor
- Post, James D. (1863–1921), US-amerikanischer Politiker
- Post, Jerrold (1934–2020), US-amerikanischer Psychiater, Mitarbeiter der CIA
- Post, Jim (1939–2022), US-amerikanischer Folksänger, Singer-Songwriter, Autor und Schauspieler
- Post, Johann († 1685), deutscher Zisterzienserabt
- Post, Johannes (1906–1944), niederländischer Widerstandskämpfer
- Post, Johannes (1908–1948), deutscher SS-Sturmbannführer und Kommandant des Jugendkonzentrationslagers Arbeitserziehungslager Nordmark
- Post, Joseph Casimir Karl von (* 1803), Gutsbesitzer und kurhessischer Abgeordneter
- Post, Jotham junior (1771–1817), US-amerikanischer Politiker
- Post, Julia (* 1989), deutsche Politikerin (Bündnis 90/Die Grünen)
- Post, Julius (1846–1910), deutscher Chemiker
- Post, Konrad (1613–1669), deutscher reformierter Geistlicher
- Post, Laurens van der (1906–1996), südafrikanisch-britischer Schriftsteller
- Post, Lennart von (1884–1951), schwedischer Geologe
- Post, Levi Arnold (1889–1971), US-amerikanischer Klassischer Philologe
- Post, Liborius Diederich (1737–1822), Bremer Archivar, Senator und Bürgermeister
- Post, Lisa (* 1999), niederländische Hockeyspielerin
- Post, Mance (1925–2013), niederländische Illustratorin
- Post, Markie (1950–2021), US-amerikanische SchauspielerinMarkie Post (1950–2021)

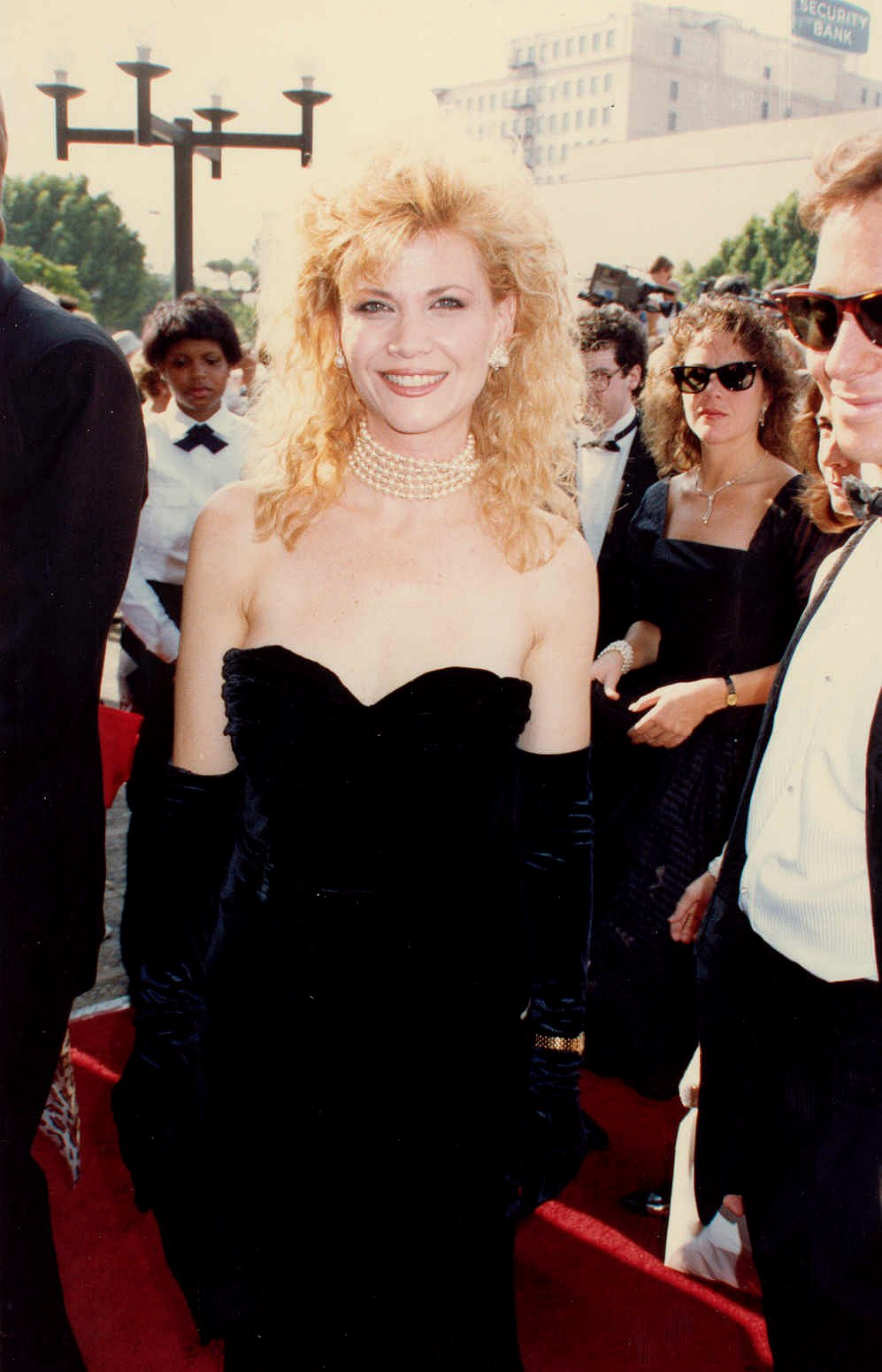
Markie Post (1950–2021)

- Post, Maurits († 1677), niederländischer Architekt
- Post, Melville Davisson (1869–1930), US-amerikanischer Kriminalschriftsteller
- Post, Michael (* 1952), deutscher Künstler der Konkreten Kunst
- Post, Mike (* 1944), US-amerikanischer Komponist und Produzent
- Post, Morton Everel (1840–1933), US-amerikanischer Politiker
- Post, Nathan (1881–1938), US-amerikanischer Marineoffizier
- Post, Niklas (* 2000), deutscher Schauspieler
- Post, Norbert (* 1952), deutscher Politiker (CDU), MdL
- Post, Oliver (* 1980), deutscher Squashspieler
- Post, Paul (1882–1956), deutscher Kunsthistoriker
- Post, Peter (1933–2011), niederländischer Radrennfahrer und Sportlicher LeiterPeter Post (1933–2011)

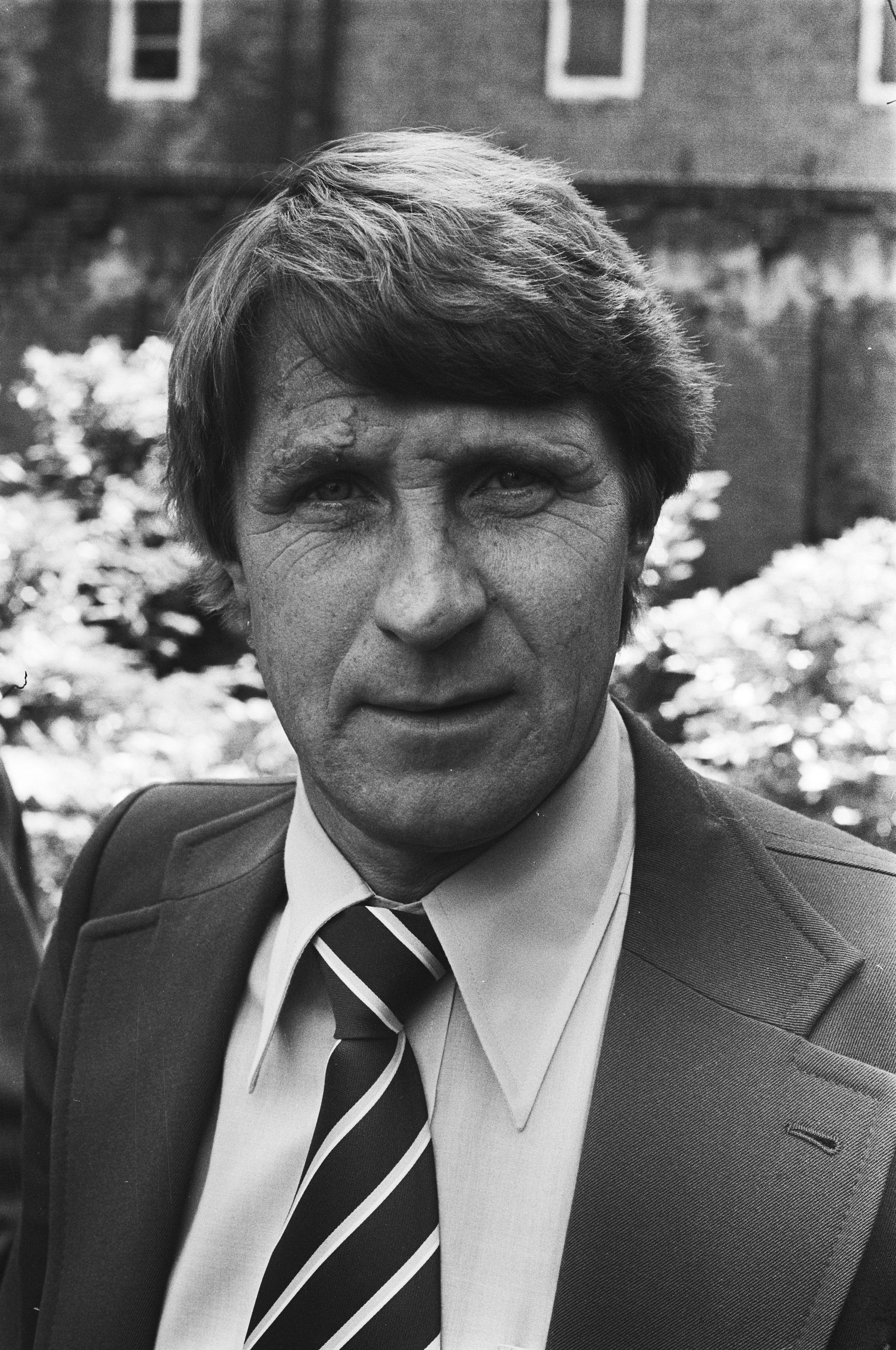
Peter Post (1933–2011)

- Post, Philip S. (1833–1895), US-amerikanischer General, Diplomat und Politiker
- Post, Pieter (1608–1669), holländischer Architekt, Ingenieur und Maler
- Post, Quinten (* 2000), niederländischer Basketballspieler
- Post, Ralf-Peter (* 1967), deutscher Maler, Filmemacher, Maskenbauer
- Post, Regis Henri (1870–1944), US-amerikanischer Politiker
- Post, Richard (1918–2015), US-amerikanischer Physiker
- Post, Rudolf (* 1944), deutscher Linguist und Dialektologe
- Post, Sander (* 1984), estnischer Fußballspieler
- Post, Simon Hermann (1724–1808), deutscher Jurist, Bremer Syndicus und Archivar
- Post, Soraya (* 1956), schwedische Politikerin (Feministiskt initiativ), MdEP
- Post, Stefan (* 1954), deutscher Mediziner
- Post, Ted (1918–2013), US-amerikanischer Regisseur
- Post, Tim (* 1963), kanadischer Schauspieler und Synchronsprecher
- Post, Uwe (* 1968), deutscher Science-Fiction-Schriftsteller
- Post, Walter (* 1954), deutscher geschichtsrevisionistischer Publizist
- Post, Werner (1940–2018), deutscher römisch-katholischer Theologe und Philosoph
- Post, Wiley (1898–1935), US-amerikanischer PilotWiley Post (1898–1935)

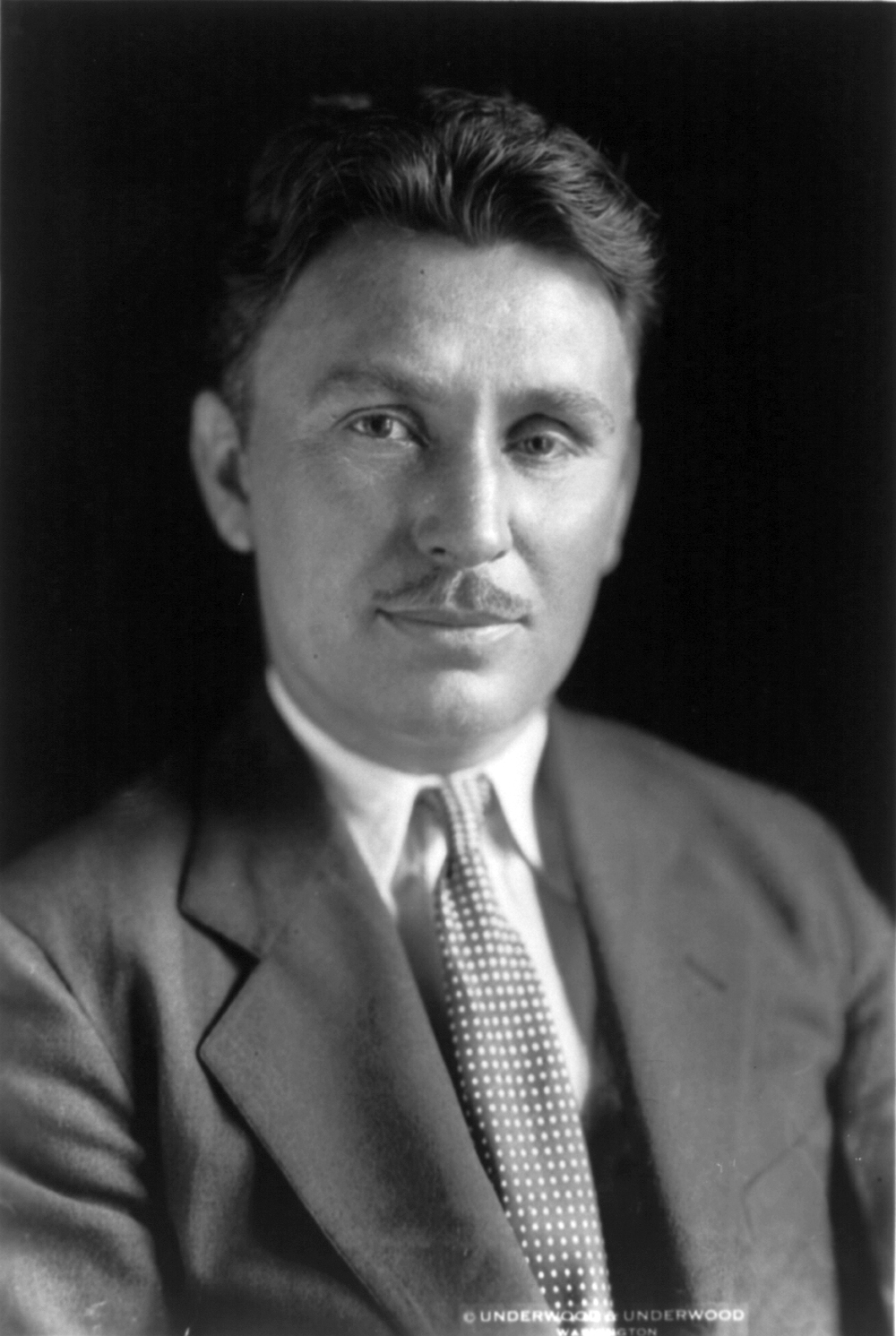
Wiley Post (1898–1935)

- Post, Wilhelm (1852–1896), Fabrikbesitzer in Hagen
- Posta, Adrienne (* 1949), britische Sängerin und Schauspielerin
- Pošta, František (1919–1991), tschechischer Kontrabassist und Musikpädagoge
- Pósta, Sándor (1888–1952), ungarischer Fechter
- Postandschjan, Saruhi (* 1972), armenische Politikerin und Juristin
- Postans, John (1869–1958), britischer Sportschütze
- Postaremczak, Paweł (* 1980), polnischer Jazz- und Improvisationsmusiker
- Postchi, Mojtaba (* 1985), iranischer Hürdenläufer
- Poste, Detlef (* 1966), deutscher Badmintonspieler
- Postecoglou, Ange (* 1965), australischer Fußballspieler und -trainerAnge Postecoglou (* 1965)

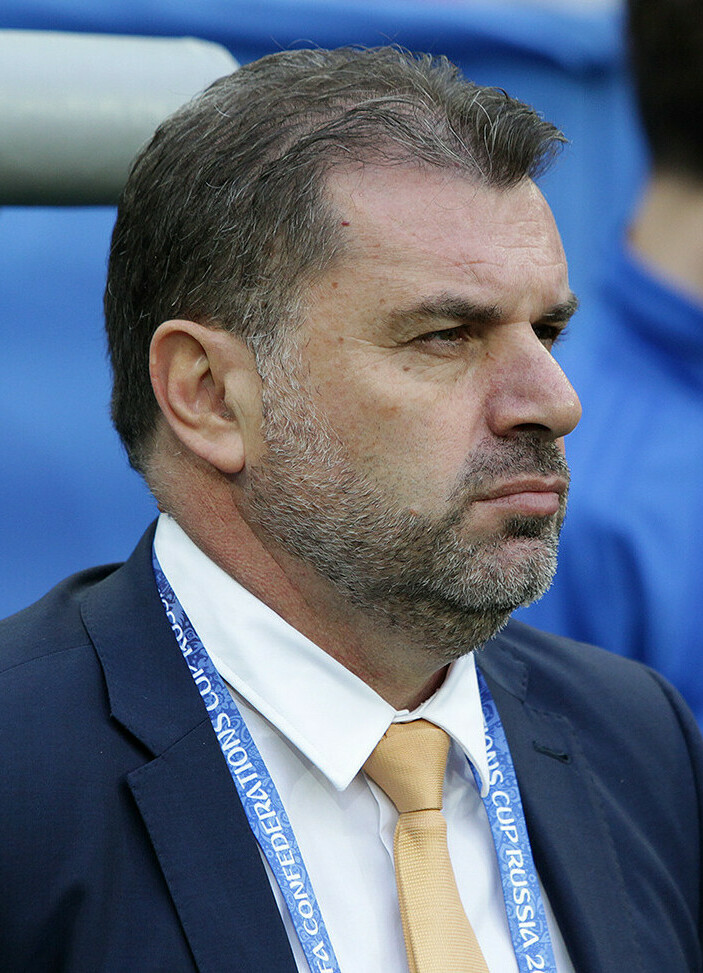
Ange Postecoglou (* 1965)

- Posteguillo Gómez, Santiago (* 1967), spanischer Schriftsteller
- Postel, Andreas (* 1972), deutscher Journalist
- Postel, Annette (* 1969), deutsche Chanteuse, Opernsängerin und Opernparodistin
- Postel, Christian Heinrich (1658–1705), deutscher Jurist, epischer Dichter und Opernlibrettist
- Postel, Georg-Wilhelm (1896–1953), deutscher Generalleutnant im Zweiten Weltkrieg
- Postel, Gerhard (1941–2012), deutscher Theologe, Ornithologe, Historiker und Umweltbeauftragter der EKD
- Postel, Gert (* 1958), deutscher Hochstapler
- Postel, Guillaume (1510–1581), französischer Humanist und Universalgelehrter
- Postel, Hans Joachim (1925–2013), deutscher Verfassungsschutzmitarbeiter
- Postel, Jon (1943–1998), US-amerikanischer Informatiker und Internet-Pionier
- Postel, Jürgen (* 1951), deutscher Fotograf, Graphiker und Plastiker
- Postel, Maria Magdalena (1756–1846), französische katholische Ordensgründerin
- Postel, Niklas (* 1998), deutscher Eishockeyspieler
- Postel, Rainer (* 1941), deutscher Historiker
- Postel, Sabine (* 1954), deutsche Schauspielerin, Hörspiel- und SynchronsprecherinSabine Postel (* 1954)

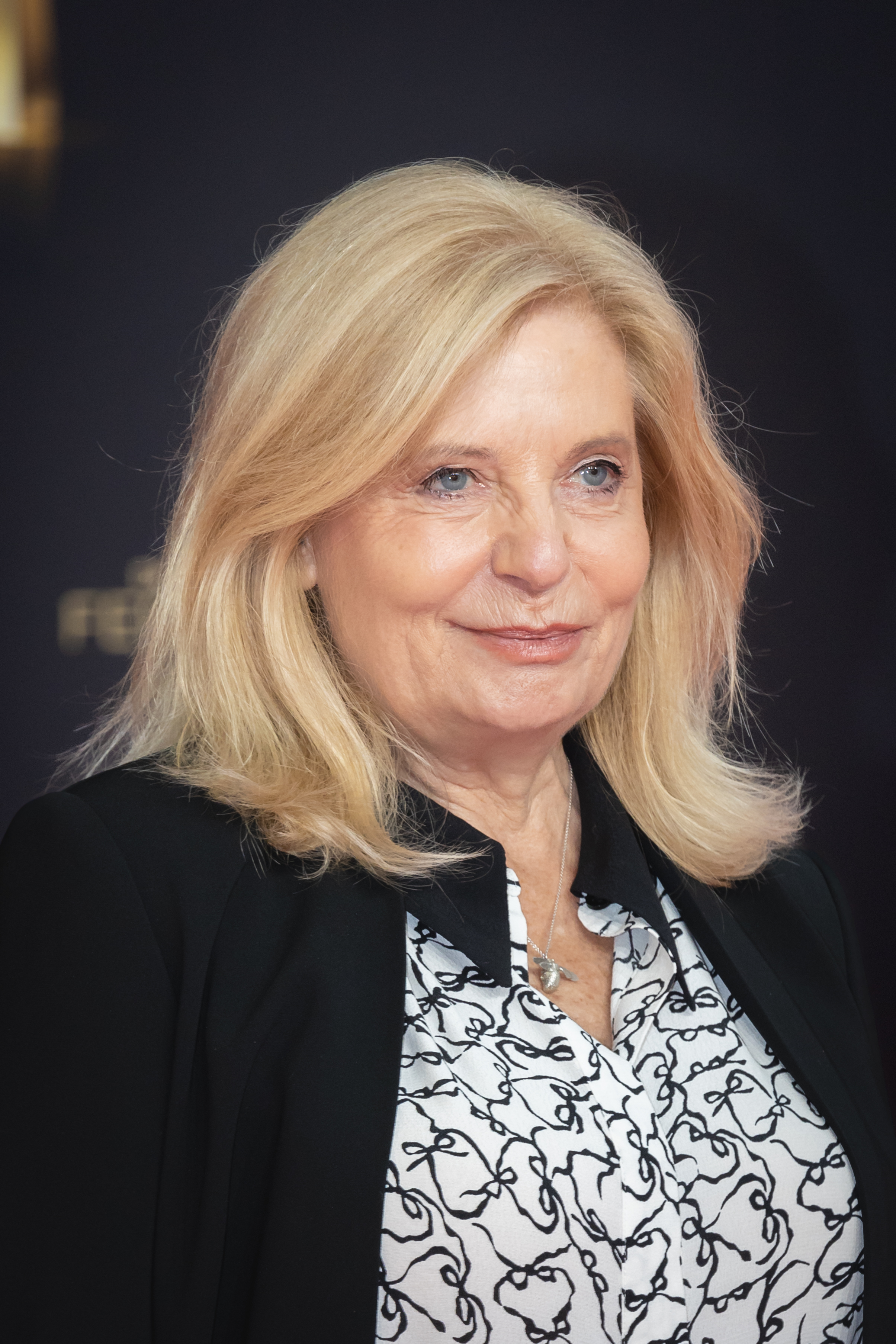
Sabine Postel (* 1954)

- Postel-Vinay, André (1911–2007), französischer Widerstandskämpfer, Compagnon de la Libération, Beamter und Politiker
- Postel-Vinay, Anise (1922–2020), französische Historikerin und Résistance-Kämpferin
- Postelnicu, Tudor (1931–2017), rumänischer Politiker (PCR)
- Postels, Alexander (1801–1871), deutschbaltisch-russischer Naturforscher und Hochschullehrer
- Postels, Friedrich von (1873–1960), deutschbaltisch-russischer Architekt und Grafiker
- Postelt, Friedrich Reinhold (1853–1917), deutscher Konsumgenossenschafter, Sozialdemokrat
- Postema, Romano (* 2002), niederländischer Fußballspieler
- Pöstenyi, Emöke (* 1942), deutsche Tänzerin und Choreografin
- Poster, Steven B. (* 1944), US-amerikanischer Kameramann
- Poster, Tom (* 1981), britischer Pianist und Komponist
- Posterino, Gaetano (* 1974), italienischer Tänzer, Choreograf und Tanzregisseur für Ballett, Tanztheater und Oper
- Posteucă, Florin (* 1977), rumänischer Badmintonspieler
- Posth, Alexander (* 1978), deutscher Immobilienmakler und Fernsehdarsteller
- Posth, Martin (1944–2017), deutscher Industriemanager
- Posth, Thomas (* 1976), deutscher Musiker und Dirigent
- Posth, Walter (1914–1988), deutscher Pfarrer und Autor
- Posthius, Johannes (1537–1597), deutscher Arzt und Dichter
- Posthuma, Ard (* 1942), niederländischer literarischer Übersetzer
- Posthuma, Folkert (1874–1943), niederländischer Politiker und Verbandsfunktionär
- Posthuma, Jan (* 1963), niederländischer Volleyballspieler
- Posthuma, Jelle (* 1990), niederländischer Straßenradrennfahrer
- Posthuma, Jente (* 1974), niederländische SchriftstellerinJente Posthuma (* 1974)

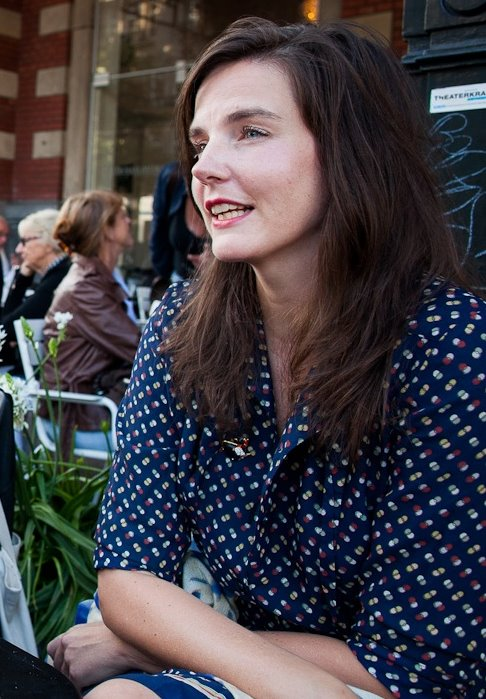
Jente Posthuma (* 1974)

- Posthuma, Joost (* 1981), niederländischer Radrennfahrer
- Posthuma, Laura (* 1980), niederländische Ruderin
- Posthumus, Dick (* 1950), US-amerikanischer Politiker
- Posthumus, Herman, niederländischer Maler und Architekt
- Posthumus, Nicolaas Wilhelmus (1880–1960), niederländischer Wirtschaftshistoriker und Archivar
- Posthumus, Siep (1910–1987), niederländischer Politiker (PvdA)
- Posthumus-van der Goot, Willemijn (1897–1989), niederländische Feministin
- Posti, Hannu (1926–2012), finnischer Leichtathlet und Biathlet
- Postier, Rüdiger (* 1944), deutscher Jurist, Richter am Bundesverwaltungsgericht
- Postiga, Hélder (* 1982), portugiesischer Fußballspieler
- Postiglione, Francesco (* 1972), italienischer Schwimmer und Wasserballspieler
- Postigo, Luis García (* 1969), mexikanischer Fußballspieler
- Postigos, Juan (* 1989), peruanischer Judoka
- Pöstinger, Christoph (* 1972), österreichischer Sprinter
- Pöstinger, Oswald (1929–1997), österreichischer Komponist, Arrangeur und Dirigent
- Postinghel, Marco (* 1968), italienischer Fagottist und Musikpädagoge
- Postkartenräuber, österreichischer Bankräuber
- Postl, Georg, österreichischer Radrennfahrer
- Postl, Karel (1769–1818), tschechischer klassischer Landschaftsmaler, Zeichner und Graphiker
- Postl, Kurt (* 1937), österreichischer Radrennfahrer, nationaler Meister im Radsport
- Postl, Rudolf (1862–1939), österreichischer Apotheker und Politiker, Landtagsabgeordneter und letzter Bürgermeister von Ebelsberg
- Pöstlberger, Lukas (* 1992), österreichischer RadrennfahrerLukas Pöstlberger (* 1992)

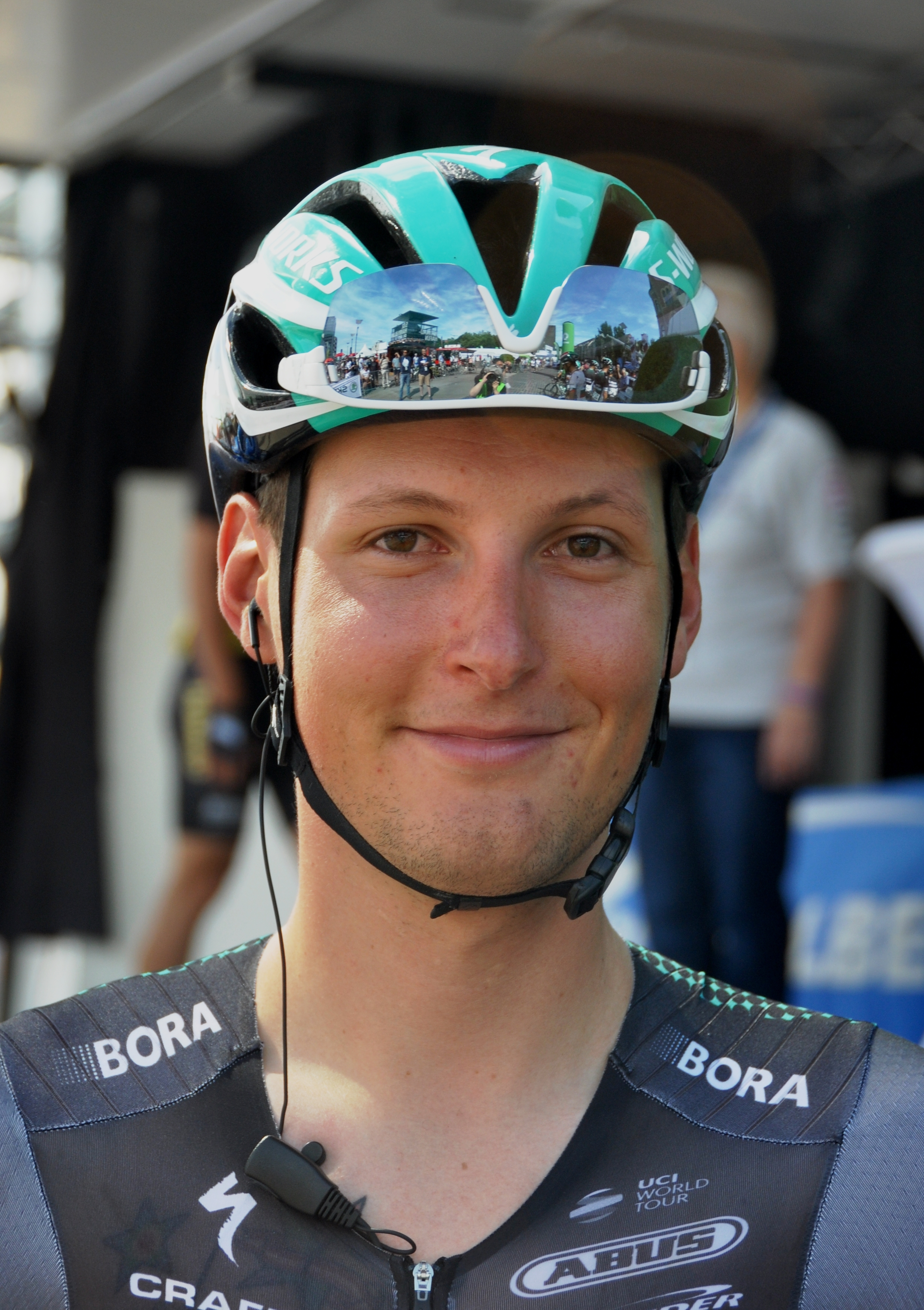
Lukas Pöstlberger (* 1992)

- Postlep, Rolf-Dieter (* 1946), deutscher Ökonom, der als Präsident der Universität Kassel fungierte (2000–2015)
- Postler, Erich (* 1940), deutscher Jugendfunktionär (FDJ) und Politiker (SED)
- Postlerová, Simona (1964–2024), tschechische Schauspielerin
- Postlethwaite, Harvey (1944–1999), britischer Konstrukteur und Designer
- Postlethwaite, Neville (1933–2009), britischer Bildungsforscher
- Postlethwaite, Pete (1946–2011), britischer SchauspielerPete Postlethwaite (1946–2011)

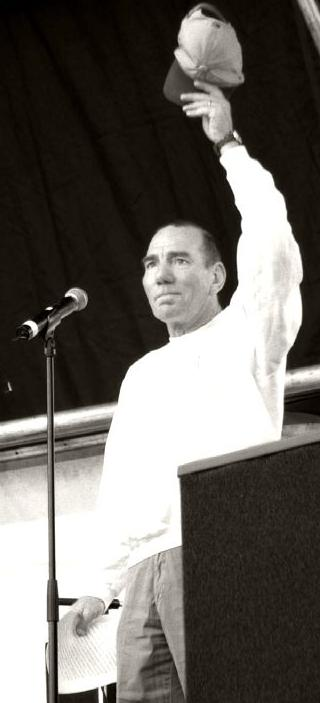
Pete Postlethwaite (1946–2011)

- Postlethwaite, William (* 1989), britischer Schauspieler
- Postlethwayt, Malachy (1707–1767), britischer Ökonom
- Postlmayr, Valentin (* 1993), österreichischer Schauspieler
- Postma, Angela (* 1971), niederländische Schwimmerin
- Postma, Dirkje (* 1951), niederländische Medizinerin
- Postma, Heiko (* 1946), deutscher Schulmann, Publizist, Schriftsteller und Übersetzer
- Postma, Ids (* 1973), niederländischer Eisschnellläufer
- Postma, Jan (1895–1944), niederländischer Politiker
- Postma, Laura (* 1993), deutsche Politikerin (Bündnis 90/Die Grünen), MdL NRW
- Postma, Marco (* 1983), niederländischer Eishockeyspieler
- Postma, Paul (* 1989), kanadischer Eishockeyspieler
- Postma, Stefan (* 1976), niederländischer Fußballtorhüter
- Postma, Tiago (1932–2002), niederländischer Geistlicher, römisch-katholischer Bischof von Garanhuns
- Postma, Tineke (* 1978), niederländische Jazzmusikerin
- Postman, Neil (1931–2003), US-amerikanischer Medienwissenschaftler und Sachbuch-Autor
- Postnikow, Alexei Georgijewitsch (1921–1995), russischer Mathematiker
- Postnikow, Grigori Nikolajewitsch (1914–1978), sowjetischer Bildhauer
- Postnikow, Michail Michailowitsch (1927–2004), russischer Mathematiker und Hochschullehrer
- Postnikow, Waleri Wiktorowitsch (1945–2016), sowjetisch-russischer Eishockeytorwart und -trainer
- Postnikowa, Wiktorija Walentinowna (* 1944), russische Pianistin
- Postnikowa-Lossewa, Marina Michailowna (1901–1985), russische Kunsthistorikerin
- Postnow, Oleg Georgijewitsch (* 1962), russischer Philologe, Professor für Philologie, Übersetzer und Schriftsteller
- Postnowa, Ljudmila Grigorjewna (* 1984), russische Handballspielerin
- Postny, Evgeny (* 1981), israelischer Schachgroßmeister
- Postol, Theodore A. (* 1946), US-amerikanischer Physiker
- Postol, Wiktor (* 1984), ukrainischer Boxer
- Poston, Charles Debrille (1825–1902), US-amerikanischer Politiker
- Poston, Freddie L. (1925–2016), US-amerikanischer Offizier, Generalleutnant der US Air Force
- Poston, Joe (1895–1942), US-amerikanischer Jazzmusiker (Altsaxophon, Klarinette)
- Poston, Tom (1921–2007), US-amerikanischer Schauspieler
- Postone, Moishe (1942–2018), kanadischer Historiker
- Postovanu, Gheorghe (* 1960), moldauischer Künstler, Bildhauer und Maler
- Postranecky, Helene (1903–1995), österreichische Politikerin (SDAP/KPÖ)
- Postrigai, Juri Wiktorowitsch (* 1988), russischer Kanute und Olympiasieger
- Postrjechin, Serhij (* 1957), sowjetischer Kanute
- Postružnik, Bojan (1952–1989), jugoslawischer Bogenschütze
- Poštulka, Jan (* 1949), tschechischer Fußballtorhüter und -trainer
- Poštulka, Marek (* 1970), tschechischer Fußballspieler
- Poštulka, Tomáš (* 1974), tschechischer Fußballtorhüter
- Postumius Acilianus, Paulus, römischer Offizier (Kaiserzeit)
- Postumius Acilianus, Publius, römischer Offizier (Kaiserzeit)
- Postumius Albinus Luscus, Aulus, römischer Konsul 180 v. Chr. und Feldherr
- Postumius Albinus Paullulus, Spurius, römischer Konsul 174 v. Chr.
- Postumius Albinus Regillensis, Aulus, römischer Politiker und Feldherr
- Postumius Albinus, Aulus, römischer Feldherr
- Postumius Albinus, Aulus, römischer Konsul 242 v. Chr. und Zensor 234 v. Chr.
- Postumius Albinus, Aulus († 89 v. Chr.), römischer Politiker, Konsul 99 v. Chr.
- Postumius Albinus, Aulus, römischer Politiker und Schriftsteller
- Postumius Albinus, Lucius, römischer Konsul 173 v. Chr. und Feldherr
- Postumius Albinus, Lucius († 216 v. Chr.), römischer Konsul 234 und 229 v. Chr., designierter Konsul 215 v. Chr.
- Postumius Albinus, Spurius, römischer Politiker und Konsul
- Postumius Albinus, Spurius († 180 v. Chr.), römischer Konsul und Feldherr
- Postumius Albinus, Spurius, römischer Konsul (110 v. Chr.) und Feldherr
- Postumius Albus Regillensis, Aulus, römischer Konsul 464 v. Chr.
- Postumius Albus Regillensis, Aulus, Politiker der römischen Republik, Konsul 496 v. Chr.
- Postumius Festus, Marcus, römischer Suffektkonsul (160)
- Postumius Lepidinus, Quintus, römischer Offizier (Kaiserzeit)
- Postumius Megellus, Lucius, römischer Konsul 305, 294 und 291 v. Chr.
- Postumius Quietus, Titus Flavius, römischer Politiker und Konsul
- Postumius Regillensis, Marcus († 414 v. Chr.), Militärtribun
- Postumius Titianus, Titus Flavius, römischer Politiker
- Postumius Tubertus, Publius, mythischer Konsul
- Postumus († 269), Kaiser des Imperium GalliarumPostumus († 269)

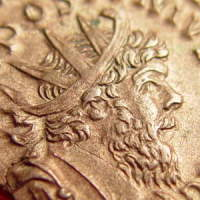
Postumus († 269)

- Postumus Dardanus, Claudius, römischer Senator, Jurist und Beamter
- Postyschew, Pawel Petrowitsch (1887–1939), sowjetischer Politiker

### Posv
- Posvite, Fanny (* 1992), französische Judoka

### Posw
- Poswiat, Christian (* 1968), deutscher Schwimmer
- Poświatowska, Halina (1935–1967), polnische Dichterin
- Poswick, Charles (1924–1994), belgischer Politiker
- Poswick, Prosper (1906–1992), belgischer Botschafter

### Posz
- Poszwa, Dietmar (* 1972), deutscher Boxpromoter und Manager